# Algernon Sidney

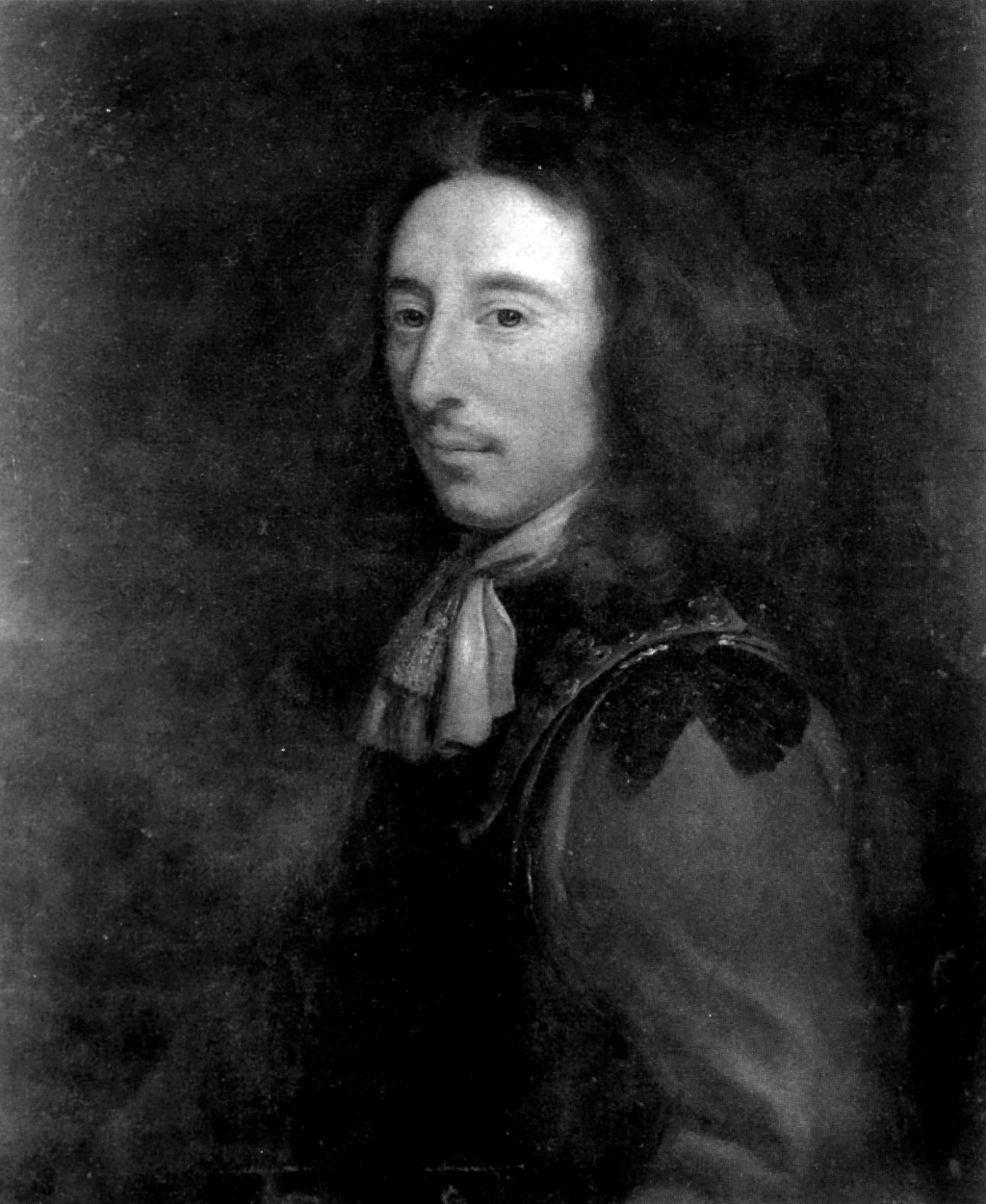
Algernon Sidney (1622–1683), Porträt von Justus van Egmont, Brüssel 1663

Algernon Sidney (* 14. Januar/15. Januar 1623 in Baynard’s Castle, London; † 7. Dezember 1683 in London) war ein englischer Politiker, ein politischer Philosoph und ein Gegner Karls II. von England. Mit seinem Opus Betrachtungen über Regierungsformen beeinflusste er neben John Locke die amerikanische Unabhängigkeitserklärung und die amerikanische Verfassung.

## Leben
Algernon Sidney kam in Baynard’s Castle in London im Jahre 1623 als zweiter Sohn des Robert Sidney, 2. Earl of Leicester, zur Welt.

### Unter der Regierung KarlsI. (1625–1649)

#### Herkunft
Seine Eltern stammten aus alten englischen Adelsgeschlechtern. Seine Mutter Dorothy war eine Percy. Ihre Familie der Earls of Northumberland war bekannt für ihr tiefes Verständnis von Ehre und ihre Kriegskunst – und für ihr Aufbegehren Königen gegenüber. In Richard II. und Henry IV. beschreibt William Shakespeare Henry de Percy, der einen König stürzte und gegen einen anderen kämpfte.
Die Sidneyseite der Familie war eher gebildet und gelehrt. Am bekanntesten ist sein Großonkel Sir Philip Sidney, der Dichter und Günstling am Hofe der Königin Elisabeth I. war und der 37 Jahre vor der Geburt Algernon Sidneys starb. Algernon Sidney bewunderte ihn. Er eiferte ihm in seiner Wissbegierde ebenso sehr nach wie in seinem Kampfgeist, mit dem sein Großonkel sein Leben in der Schlacht von Zuphten verlor.

#### Kindheit und Jugend
Seine frühe Kindheit verbrachte Algernon Sidney in Penshurst, das der Familiensitz in der Grafschaft Kent war. Sein Vater war Diplomat und ein Gelehrter auf seinem Gebiet. Seine umfangreiche Bibliothek umfasste Tausende von Büchern, die von Philosophie, Politik, Geschichte und Religion sowohl in der Antike als auch in der Gegenwart handelten. Seine Kinder unterrichtete der Earl of Leicester selbst. Algernon Sidney und sein älterer Bruder begleiteten ihn, als er 1632 als englischer Gesandter an den Hof des Königs Christians IV. von Dänemark nach Rendsburg ziehen musste. Auf dem europäischen Festland tobte bereits der Dreißigjährige Krieg, in dem Dänemark mit Schweden um die Vormachtstellung im Ostseeraum kämpfte. Beide Söhne kamen auch im Mai 1636 nach Paris mit, als dort ihr Vater an dem Hof des Königs Ludwig XIII. von Frankreich die englischen Interessen vertreten musste. In Frankreich verband seinen Vater eine tiefe Freundschaft mit dem niederländischen Juristen und berühmten politischen Philosophen Hugo Grotius, der schwedischer Gesandter am französischen Hofe war. Seine Anschauungen stellte der Earl in seinen Notizen und Berichten als gleichbedeutend mit denen anderer politischer Denker dar. Viele Jahre später wurde berichtet, dass Algernon Sidney Grotius’ Werk Über das Recht des Krieges und des Friedens als das wichtigste von allen Bücher bezeichnete, die sich mit politischer Theorie befassten.

#### Algernon Sidney und sein Bruder
Am Hofe in Frankreich entwickelte sich Algernon Sidney schnell und war allseits in der Gesellschaft beliebt. Seine Mutter schrieb in einem Brief an ihren Mann vom 10. November 1636, dass „sie von allen, die von dort [Paris] kommen, nur Gutes über ihn [Algernon Sidney] hört, von seinem übermäßigen Verstande und ebenso sehr wie von seinem liebenswürdigen Wesen“ (George Van Santvord : ). In seinem Leben tauchte immer wieder eine Frage von grundsätzlicher Natur auf, ob Menschen kraft ihrer Erstgeburt oder von Gottes Gnaden den Anspruch auf Herrschaft haben. Später sollte er dafür plädieren, dass der Herrschaftsanspruch durch Verdienst und nicht durch Geburt erworben werden müsse und dies am ehesten in einer Republik zu verwirklichen sei. So galt sein älterer Bruder Phillip, der zukünftige Earl of Leicester, als „dumm, faul und verdorben“, während Algernon als „geistreich, energisch und ehrenwert“ geschildert wurde. Ihr Vater versuchte später den Unterschied auszugleichen, indem er Algernons Bruder in wichtigen Punkten enterbte und seinem zweitältesten Sohn so viel wie möglich zukommen ließ.

#### Der englische Bürgerkrieg
1641 erhoben sich die Iren unter der Führung von Rory O’More und eroberten Dublin. Algernon Sidney zog mit seinem Bruder Philip, der das Kavallerieregiment seines Vaters für den Earl anführen musste, im Oktober 1641 in den Krieg, während ihr Vater die Stelle als englischer Gesandter in Rom antrat. Im Kampf gegen die Aufständischen zeichnete sich Algernon Sidney mehrmals wegen Tapferkeit vor dem Feinde aus. Er erhielt das Lieutenantpatent seines Vaters, dann weitere Auszeichnungen und kehrte im August 1643 als Lord Lieutenant of Ireland mit seinem Bruder nach England zurück, wo er vom englischen Bürgerkrieg überrascht wurde, der mittlerweile zwischen dem englischen König Karl I. und dem Parlament ausgebrochen war. In Lancashire erhielten beide den Einsatzbefehl des Königs, sich ihm in Oxford anzuschließen.

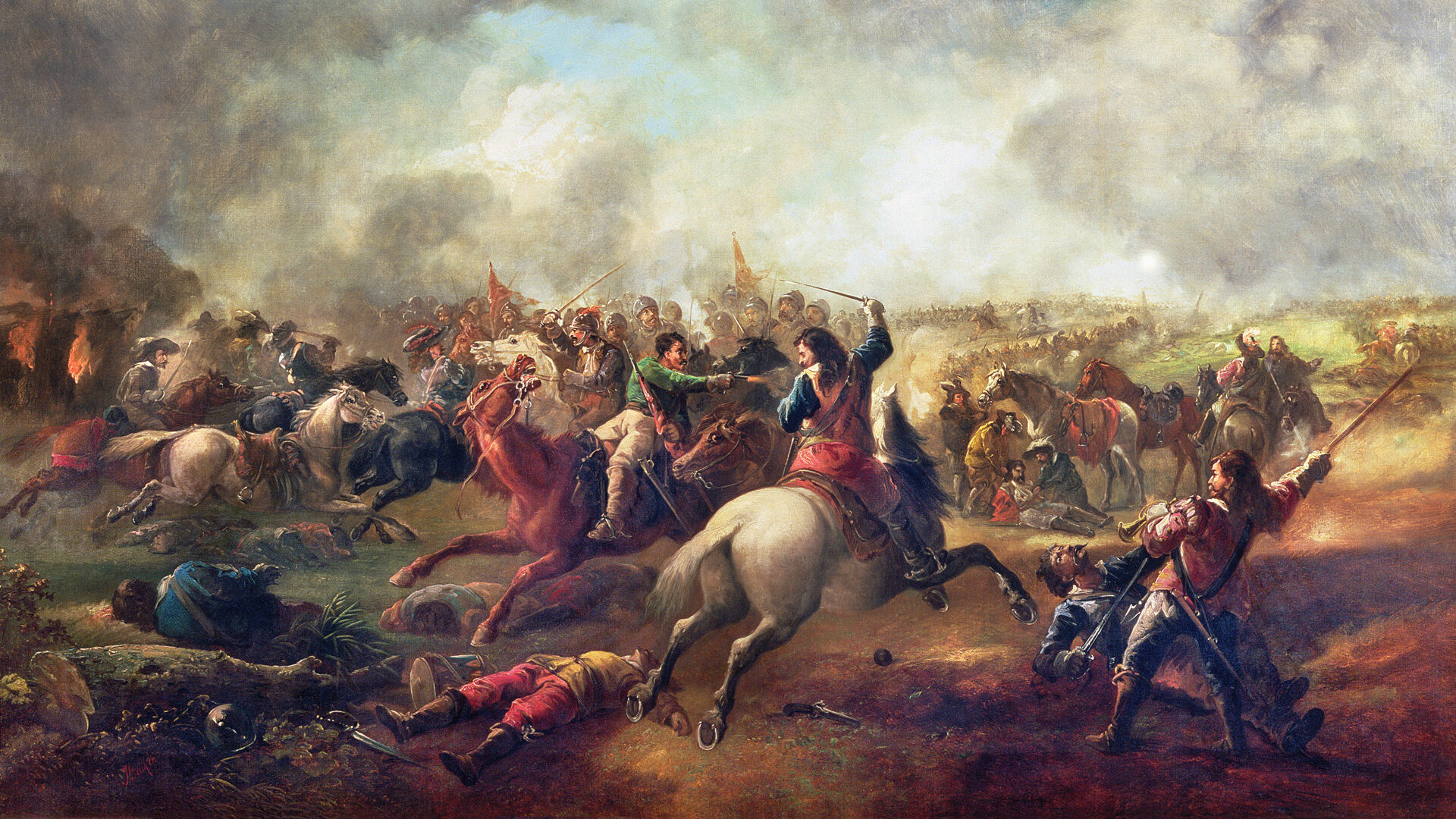
Die Schlacht von Marston Moor nach einem Gemälde von J. Barker

Das Parlament erfuhr davon, ließ beide „zu ihrem Schutz in Gewahrsam nehmen“ und sie nach London bringen. In London kostete es nur wenig Mühe, Algernon Sidney davon zu überzeugen, in die Armee des Parlaments einzutreten. Der König hielt die Sache für ein von vornherein abgekartetes Spiel und war von ihrem Verrat überzeugt, da sie sich seiner Meinung nach hätten widersetzen und fliehen müssen. In dieser Situation war es für Algernon Sidney ein Leichtes, auf die Seite des Parlamentes überzutreten, zumal das Parlament ihm 2000 £ zur Begleichung seiner Schulden bewilligte. In diesem Bürgerkrieg gehörte er nun den als Roundheads oder Rundköpfe bezeichneten Anhängern des Parlaments an, das gegen die Anhänger des Königs, die sogenannten cavaliers oder Kavaliere kämpfte. Bereits am 10. Mai 1644 ernannte man ihn zum Hauptmann der Kavallerie, die dem Earl of Manchester unterstand. Kurze Zeit danach avancierte er zum Oberstleutnant. In einer der Entscheidungsschlachten bei Marston Moor am 2. Juli 1644 wechselte er an die Spitze seines Regimentes und wurde schwer verwundet. Nur mit Mühe konnte er sich vor der Gefangennahme retten. Ein Augenzeuge berichtete, dass 'Oberst Sidney an der Spitze des Kavallerieregimentes meines Lord Manchesters mit einer solchen Tapferkeit den Angriff führte und mit vielen Wunden daraus hervorging, die wahren Abzeichen seiner Ehre. Am 2. April 1645 erhielt er den Oberbefehl über ein Kavallerieregiment, das der Division Oliver Cromwells in der Armee des Generals Thomas Fairfax unterstand.
Am 10. Mai 1645 wurde Algernon Sidney Gouverneur in Chichester im Süden Englands. Oliver Cromwell schlug die royalistischen Truppen in der Schlacht von Naseby am 14. Juni 1645 vernichtend. Es war die letzte Entscheidungsschlacht. Im September unterlagen die Hochlandpartisanen des Königs der schottischen Armee, und Karl I. ergab sich am 5. Mai 1646 der schottischen Armee. Mittlerweile war Algernon Sidney seit Dezember 1645 als Abgeordneter für das Borough Cardiff Mitglied des House of Commons und hatte dieses Mandat bis 1653 inne.

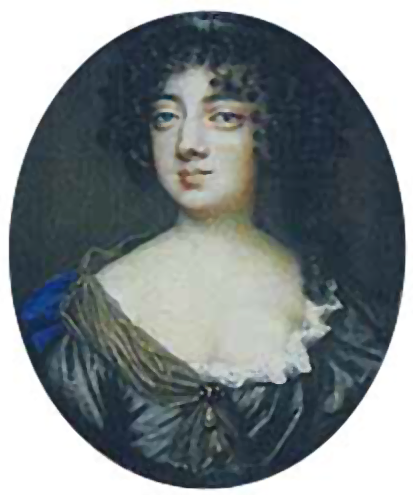
Lucy Walter, Maitresse der beiden Sidney-Brüder und Karl II. von England

Im Juli 1646 ging Algernon Sidney nach Irland, wo sein Bruder Lord Lieutenant war, und wurde dort zum Generalleutnant der Kavallerie und zum Gouverneur von Dublin ernannt. Von 1648 bis 1651 war er Lord Warden of the Cinque Ports.

#### Affäre mit Lucy Walter
Inmitten des Bürgerkrieges lernte der fünfundzwanzigjährige Algernon Sidney die bildhübsche, aufregende, aber einfache Lucy Walter kennen. Sie war erst siebzehn und wurde gerade in die Gesellschaft in London eingeführt, nachdem ihre adlige Familie ihr ganzes Hab und Gut verloren hatte, weil sie sich auf die Seite des Königs geschlagen hatte. Lucy Walter wurde seine Mätresse. Die Affäre dauerte ein Jahr, bevor sie dann die Geliebte seines Bruders Robert wurde.

### Im Commonwealth (1649–1660)

#### Parlamentsarbeit

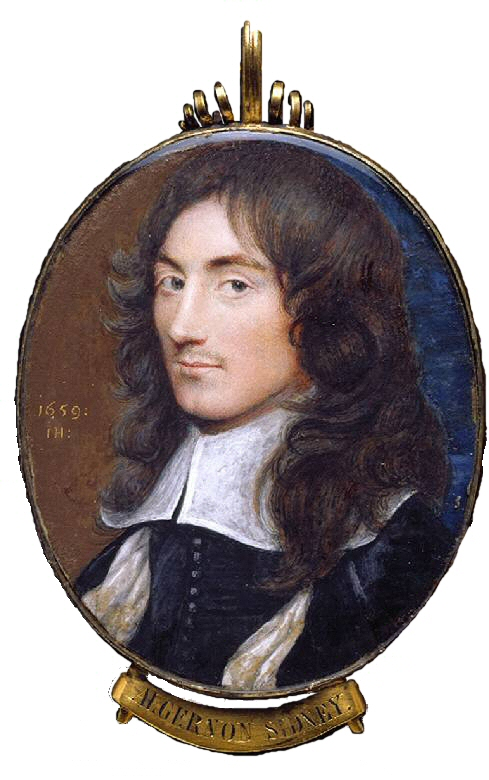
Algernon Sidney 1659 (64 × 51 mm), Miniatur von John Hoskin

Am 7. Mai 1647 erhielt Algernon Sidney den Dank des House of Commons für seine guten Dienste in Irland und wurde anschließend zum Gouverneur von Dover ernannt. Nach einer Reihe von Rückschlägen war König Karl I. zur schottischen Armee geflohen. Im Juni 1647 wurde er jedoch an das englische Parlament ausgeliefert, da er nicht der presbyterianischen Kirche beitreten wollte. In London versuchten die parlamentarischen Gruppen und Oliver Cromwell, sich mit König Karl I. auf eine Staatsreform zu einigen. Karl I. taktierte, spielte einzelne Gruppierungen gegeneinander aus und brachte mit Versprechungen die presbyterianischen Schotten dazu, sich abermals gegen das englische Parlament zu erheben. Oliver Cromwell schlug den Aufstand nieder und nahm König Karl I. auf der Isle of Wight gefangen. Er und seine Anhänger, die so genannten Independents, zwangen das englische Parlament, ein Gesetz zu verabschieden, das weitere Verhandlungen mit Karl I. als Hochverrat betrachtete. In dieser Zeit stand Algernon Sidney in Opposition zur Partei der Presbyterianer und auf Seiten der Independents, kritisierte aber Oliver Cromwell und seine Anhänger, als diese die gemäßigteren Abgeordneten aus dem Parlament verdrängten. Die übrigen Abgeordneten, das so genannte „Rumpfparlament“, setzten ein Gericht ein, das über den König urteilen sollte und in das Algernon Sidney berufen wurde. Am 20. Januar 1649 begann der Prozess in der Westminster Hall. Karl I. sprach dem Gericht jegliche Rechtmäßigkeit ab und weigerte sich, zur Anklage Stellung zu nehmen. Algernon Sidney hatte an der Gesetzesmäßigkeit des Prozesses ebenso sehr Zweifel wie an der Unvoreingenommenheit des Gerichtes, zumal der Prozess von Oliver Cromwell und seinen Anhängern vorangetrieben wurde.

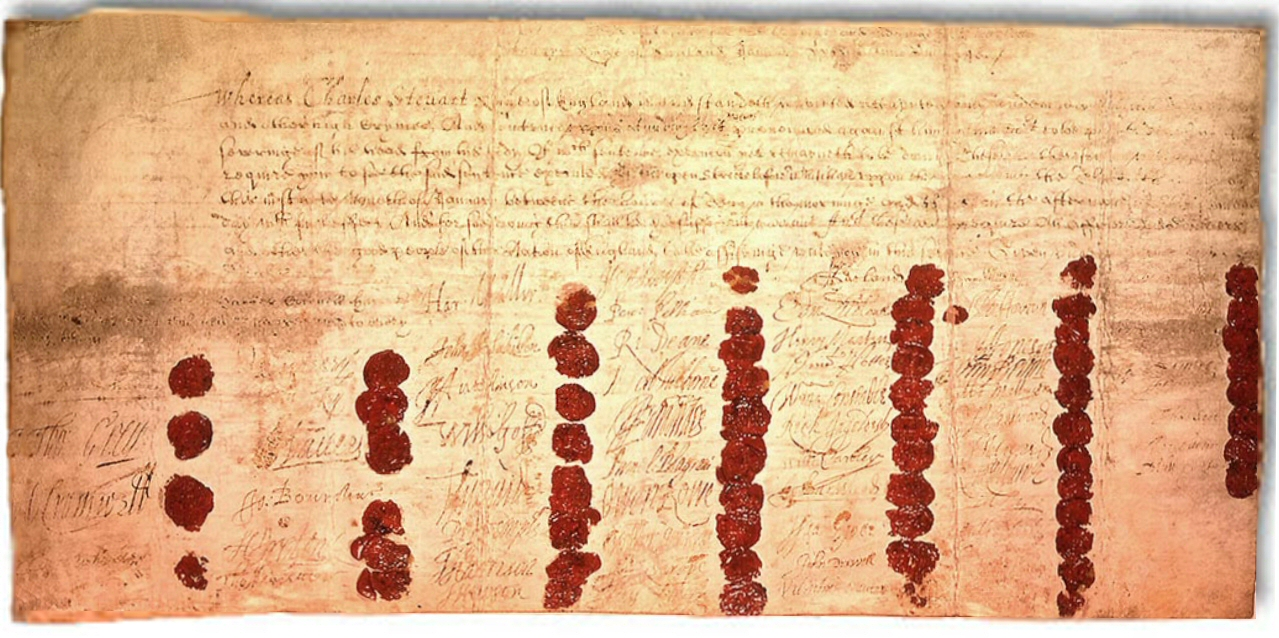
Todesurteil von König Karl I., das von Algernon Sidney nicht unterzeichnet wurde

Er nahm nur am 13., 15. und 19. Januar 1649 an den Verhandlungen des Gerichtes teil. Am Tag der Abstimmung – es war der 27. Januar 1649 – erschien er jedoch nicht und weigerte sich, die Hinrichtungsakte zu unterschreiben. König Karl I. wurde dennoch schuldig gesprochen und am 30. Januar 1649 in Whitehall in London enthauptet. Später sollte Algernon Sidney seine Hinrichtung als „die gerechteste und unerschrockenste Tat, die jemals in England oder sonstwo unternommen wurde“, bezeichnen.
Am 15. Mai 1649 war Algernon Sidney Mitglied des Ausschusses zur Regelung der Thronnachfolge und der zukünftigen Parlamentswahlen. Im März 1651 verlor er sein Gouverneursamt von Dover, vermutlich wegen eines Streites mit seinen Offizieren. Danach reiste Sidney, der noch immer Mitglied des Parlamentes war, für vier Monate nach Den Haag.
Dort hielt sich sein jüngster Bruder Robert auf, der nunmehr eine Affäre mit Lucy Walter hatte und als Royalist dem Thronfolger Karl II. ins Exil nach Den Haag gefolgt war. Karl II. hatte noch 1648 vergeblich versucht, seinem Vater und den mit ihm verbündeten Schotten mit einer Flotte zu Hilfe zu eilen. Durch Robert Sidney hatte Karl II. Lucy Walter kennengelernt, die alsbald seine erste bekannte Mätresse wurde. Ihren gemeinsamen Sohn James Scott, der am 9. April 1649 zur Welt kam, hatte Karl II., ohne zu zögern, als seinen Sohn anerkannt. Er wurde später Duke of Monmouth und sollte im Leben Karl II. als auch Algernon Sidneys eine entscheidende Rolle spielen. Über den Aufenthalt Algernon Sidneys in Den Haag ist nur bekannt, dass er mit Lord Oxford beim Spiel Streit hatte und ein Duell von gemeinsamen Freunden nur mit Mühe abgewendet werden konnte.

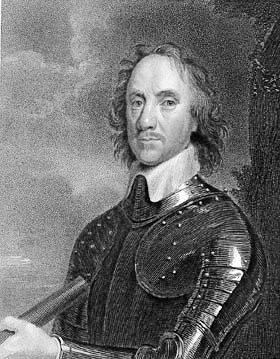
Oliver Cromwell

Im August 1651 kehrte Algernon Sidney nach England zurück und nahm seitdem aktiv an der Parlamentsarbeit teil. Am 3. September kam es zur Schlacht von Worcester, in der Oliver Cromwell Karl II. und seine schottische Armee vernichtend schlagen konnte. Inwieweit Algernon Sidney in Den Haag von den Invasionsplänen und -vorbereitungen Karls II. erfahren hatte und davon berichtete, ist historisch nicht nachzuweisen, jedenfalls wählte ihn das Parlament am 25. November 1651 unter großer Anteilnahme in den Staatsrat. Im Staatsrat widersetzte er sich allen Plänen Oliver Cromwells, der im Kampf um seine Politik mehrfach versuchte das Parlament aufzulösen. Als Oliver Cromwell im April 1653 das Rumpfparlament mit Gewalt endgültig auflöste, zog er sich auf seine Güter in Penshurst zurück um hauptsächlich Familienangelegenheiten zu ordnen und betrachtete die Herrschaft Oliver Cromwells als Tyrannei.

#### Rückzug auf seine Güter
1654 reiste er nach Den Haag und besuchte den niederländischen Gesandten Beverningk, den er in London kennengelernt hatte. Über ihn schloss Sidney enge Freundschaft mit Johan de Witt, der als Ratspensionär von Holland seit 1653 weitgehend die Politik der Vereinigten Niederlande bestimmte und 1654 mit dem Friedensabkommen von Westminster den ersten englisch-niederländischen Seekrieg beendete. Nach seiner Rückkehr hielt sich Algernon Sidney von aller Politik fern und schrieb sein erstes Werk Von der Liebe, wobei unbekannt ist, welche Ereignisse in seinem Leben dieses Thema auslösten. Am 3. September 1658 starb Oliver Cromwell in London. Sein Sohn und Nachfolger, Richard Cromwell, war als Lordprotektor unfähig die Machtposition zu behaupten, die sein Vater errungen hatte.

#### Ende der Republik und unterwegs als englischer Diplomat

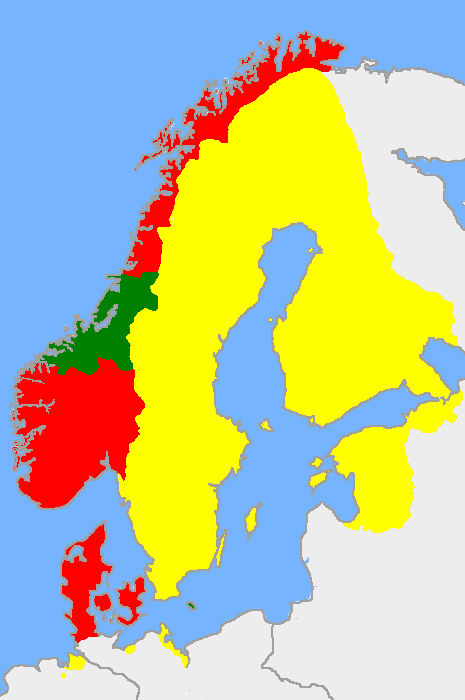
Erster Nordischer Krieg: Dänemark (rot), Schweden (gelb)

Im April 1659 setzte ihn die englische Armee ab, löste das Protektorat auf und stellte das Rumpfparlament wieder her. Im Mai nahm Algernon Sidney seinen Parlamentssitz wieder ein und saß wieder im Staatsrat, wo er bemüht war, die militärische Gewalt wieder unter die zivile zu stellen. Während die Restauration der Stuarts in England langsam um sich griff, beauftragte ihn das Parlament im Juni 1659 eine Auslandsdelegation anzuführen, die nach englischen Vorstellungen den Frieden zwischen dem König von Schweden und dem König von Dänemark im Ersten Nordischen Krieg vermitteln sollte. Zu dieser Zeit kontrollierten die Dänen die beiden Seiten der Meeresenge, die den Atlantischen Ozean mit der Ostsee verband. Sie erhoben außergewöhnlich hohe Steuern auf Schiffe, die diese Meeresenge passieren mussten. Der Vertrag von Kopenhagen vom 16. Juni 1660 sah am Ende vor, dass Schweden seine Seite des Wasserweges vollständig kontrollierte und die Ostsee allen Nationen frei offenstand außer in den Zeiten des Krieges. Als Zeichen seiner Wertschätzung kehrte er reich beschenkt am 28. Juni 1660 aus Schweden nach Kopenhagen zurück, von wo aus er sich in Hamburg niederließ, um die Ereignisse in England abzuwarten.

### Unter der Regierung KarlII. (1660–1685)

#### Exil während der Restauration
England hatte sich in der kurzen Zeit seiner Abwesenheit verändert. Das Parlament, dem Algernon Sidney angehörte, hatte sich im März 1660 selbst aufgelöst. Im April hatte Karl II. aus seinem Exil eine Amnestie für seine antiroyalistischen Gegner, religiöse Toleranz sowie seine Zustimmung zu einer konstitutionellen Monarchie verkünden lassen und wurde am 8. Mai 1660 vom neuen Parlament zum König von England proklamiert. Algernon Sidney war bereit, dem Parlament als Obrigkeit zu folgen und dem König zu gehorchen. Der König verlangte aber mehr, er solle alle seine eigenen in der Republik begangenen Taten verdammen und den König um Verzeihung bitten. Zu diesem Schritt konnte er sich nicht überwinden.

„Wenn ich alle meine Taten aus dem Bürgerkrieg in Erinnerungen rufe, kann ich keine einzige darunter finden, die ich als Verstoß gegen Gerechtigkeit oder Ehre betrachten könnte; dies ist meine Kraft und – ich danke Gott – bis jetzt erfreue ich mich noch klarer Gedanken. Würde ich sie durch üble und unwürdige Unterwerfung verlieren, als Fehler anerkennen, um Verzeihung bitten oder ähnlichem, wäre ich von diesem Augenblick an der elendeste Mensch unter den Lebenden und die Verachtung aller Menschen“

Karl II. selber brach nach seiner Krönung sein Wort. Trotz Zusicherung der Straffreiheit ließ er die Unterzeichner des Todesurteils seines Vaters grausam hinrichten. Auch die Leiche von Oliver Cromwell ließ er aus dem Grabe holen und posthum exekutieren. Schottische Nonkonformisten und die Presbyterianer wurden trotz seines Versprechens, religiöse Toleranz auszuüben, verfolgt.
Obwohl seine Familie bis auf ihn und seinen ältesten Bruder Royalisten waren, veranlasste die Königsmutter, dass der 2. Earl of Leicester seinen Stammplatz bei Hofe neben ihr nicht mehr erhielt. Freunde, unter ihnen General George Monck, warnten Algernon Sidney auf keinen Fall jetzt nach England zurückzukehren. So sollte er, wie er in einem Brief an seinen Vater schrieb, siebzehn Jahre lang „als ein Landstreicher durch die Welt, von meinen Freunden verlassen, arm und nur noch als heruntergekommenes Mitglied einer ruinierten Splitterpartei bekannt“, ziehen.

##### Zeit in Italien (1660–1663)
Von Hamburg reiste er quer durch Deutschland über Venedig nach Rom, wo er im November 1660 eintraf und trotz seiner Einstellungen mit großem Respekt und Aufmerksamkeit von Kardinälen empfangen wurde. Im Sommer 1661 wechselte er nach Frascati, wo der Neffe des letzten Papstes Prinz Pamfili ihm eine Unterkunft in seiner Villa de Belvedere überließ und er sich seinen Studien widmete. Nach zwei Jahren der Abgeschiedenheit in Frascati überdrüssig wollte er wieder in das politische Leben zurückkehren, um energisch die englische Republik durch Schriften und Verschwörungen wiederherzustellen.

##### Zwischenaufenthalt in der Schweiz 1663
Im Sommer 1663 reiste er in die Schweiz nach Bern, um sich dort mit anderen englischen Republikaner im Exil zu treffen. Sie alle hatten in der ehemaligen Armee von Oliver Cromwells gekämpft und wurden in der Schweiz von seinem Freund General Edmund Ludlow angeführt. Dieser hatte wie Sidney im Rumpfparlament gesessen, jedoch die Hinrichtungsakte gegen Karl I. unterzeichnet. Ein bewaffneter Aufstand gegen die englische Monarchie wurde ebenso sehr erwogen wie ihre militärischen Dienste fremden Herrschern anzubieten. In das Gästebuch der kalvinistischen Akademie in Genf trug er sich mit folgenden Worten ein:

“Sit sanguinis ultor justorum”

„Möge es einen Rächer des Blutes der Gerechten geben!“

##### Invasionspläne (1663–1665)
Im September 1663 reiste er weiter nach Brüssel, wo jenes bekannte Portraitgemälde entstand, das der Maler Justus van Egmont anfertigte und heute in Penshurst hängt. Seinem Vater zuliebe ging er auf den Ratschlag von Culpepper, einem Freund seines Vaters, ein und bot dem englischen Hof an, mit einer Truppe altbewährter republikanischer Soldaten in die kaiserlichen Dienste Leopolds I. zu treten, der gerade von den Türken bedrängt wurde. Der englische Hof jedoch misstraute ihm und lehnte sein Gesuch ab.

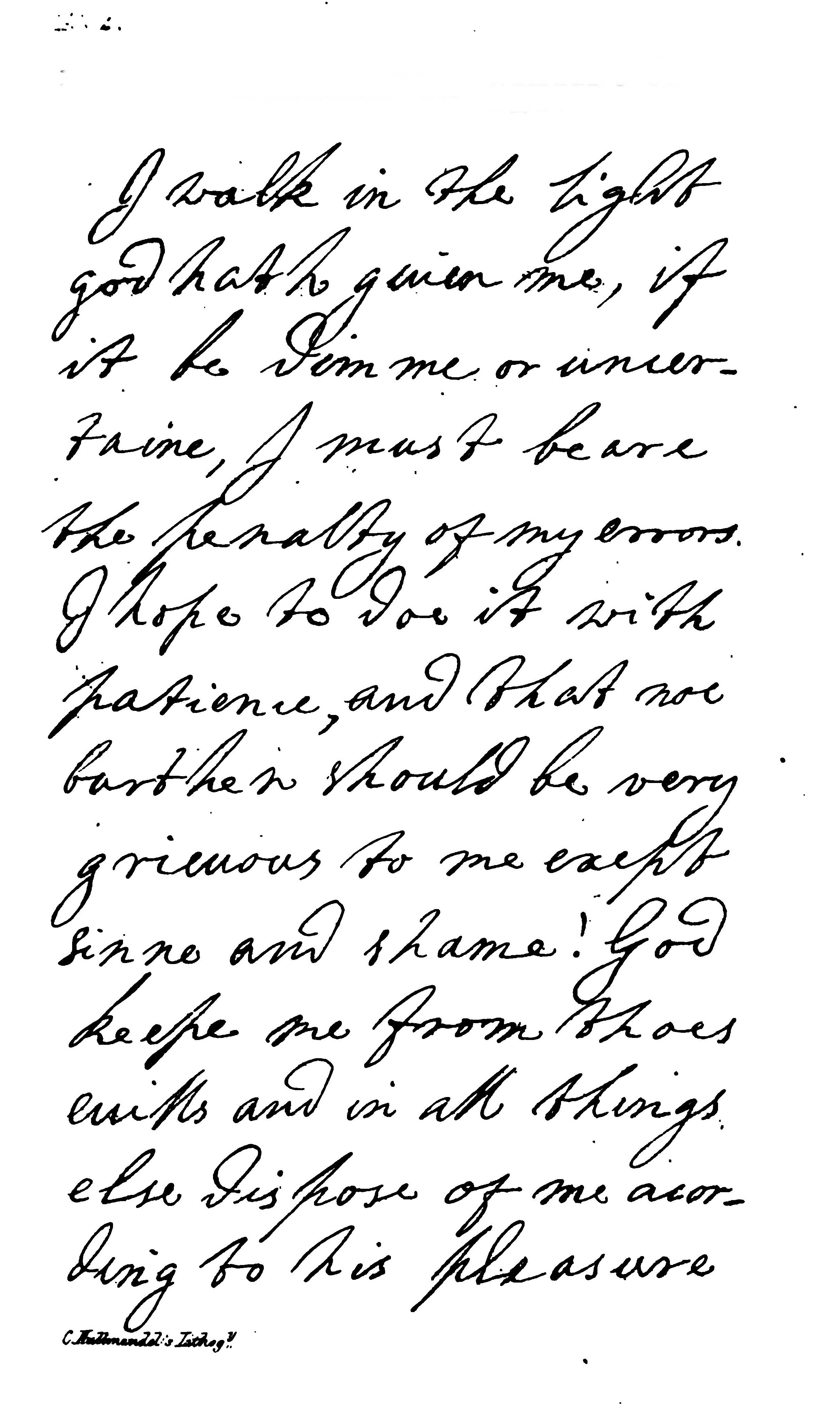
Handschrift Algernon Sidneys

In Wahrheit jedoch war er bemüht, eine niederländische Invasion nach England vorzubereiten, der er sich mit seiner Exilantentruppe anschließen wollte. In den nächsten Monaten lebte er in verschiedenen deutschen Städten und schrieb an seinem Court Maxims, Discussed and Refelled. Dieses Werk, das ein imaginärer Dialog zwischen einem englischen Monarchisten und einem Republikaner war, richtete sich gegen die Absolutismusbestrebungen Karl II. und war ein ebenso heftiger Aufruf zum Widerstand gegen den König.
Johan de Witt, der die Politik der niederländischen Republik bestimmte und mit dem er befreundet war, konnte er nicht von der Notwendigkeit einer niederländischen Invasion in England überzeugen. Als im Jahre 1665 der zweite Englisch-Niederländische Krieg ausbrach, schickte Karl II. zehn Männer nach Augsburg, um einen Anschlag auf ihn auszuüben, dem Algernon Sidney nur entkam, weil er wieder in Den Haag war. Erneut versuchte er die Niederlande zu einer Invasion nach England zu drängen. Es war aber vergeblich. Nach anfänglichen Erfolgen musste Karl II. im Krieg die Schmach erleben, dass die niederländische Flotte in die Themse eindrang, viele englische Schiffe verbrannte und die Royal Charles, das Flaggschiff der königlichen Marine nach Holland schleppte.
Von den Niederlanden enttäuscht reiste Algernon Sidney nach Paris, um Ludwig XIV. von Frankreich gegen eine Zahlung von 100.000 Kronen einen bewaffneten Aufstand in England anzubieten. Ludwig XIV. war an einem schwachen England gelegen, das bei seinen Besitzansprüchen auf die Niederlande, die zwei Jahre später erfolgen sollten, keine übermächtige Allianz mit anderen europäischen Staaten gegen Frankreich bilden sollte. Er gab Sidney Algernon eine kleine Summe mit der Aussicht auf eine größere, wenn er nur zeigen könne „dass er wirklich zu den Dingen fähig war, die er versprach“. Streitigkeiten unter den Exilanten, die insbesondere über die herrische Art von Sidney entflammten, ließen das Vorhaben wieder scheitern.

##### Exil in Languedoc (1665–1677)
Ludwig XIV. gewährte Algernon Sidney das Recht, sich unter seinen Schutz zu begeben und sich auf Languedoc niederzulassen, wo er elf Jahre seines Lebens verbringen sollte. In Languedoc lebte er als Aristokrat und war als Le Compte de Sidney bekannt. Anzeichen sprechen dafür, dass er dort in Südfrankreich eine illegitime Tochter hatte. Im August 1670 erschien er wieder in Paris zu Hofe. Ludwig XIV. gewährte ihm eine Pension, nachdem sich Henry Bennet, der Earl of Arlington, dafür eingesetzt hatte, dass dem auch der englischen Hofe zustimmte. König Karl II. machte aber zur Auflage, dass Algernon Sidney wieder nach Languedoc zurückkehren müsse.

#### Rückkehr nach England

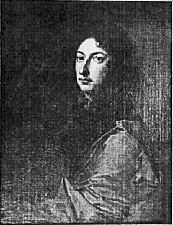
Earl of Shaftesbury, Führer der Whigs in der Zeit 1679–1683

Als sein Vater im hohen Alter von 83 Jahren ernstlich erkrankte und er sein Ende nahen fühlte, wünschte er noch einmal seinen Sohn Algernon wiederzusehen. Über seinen Enkel, den Earl of Sunderland und Pagen des Königs, ließ er den König bitten, seinen Sohn zu begnadigen und ihm die Rückkehr zu gestatten. Karl II. gewährte ihm die Rückkehr unter der Auflage, sich politisch still zu verhalten. Im August 1677 kehrte Algernon Sidney nach 17 Jahren wieder in seine Heimat zurück und konnte seinen Vater sehen, der wenige Monate später am 2. November friedlich starb. In seinem Testament vermachte er ihm 5.100 £ und einen Anteil der jährlichen Einkünfte aus den Ländereien. Des Weiteren verfügte er, dass Algernon und Henry Sidney sein Testament vollstrecken sollten. Sein älterer Bruder machte ihm sein Erbe streitig und klagte. Es dauerte einige Jahre vor Gericht, bis der Streit zugunsten Algernon Sidney ausfiel. Eine längst erledigt geglaubte Schuld an Lord Strangford aus der Zeit in Italien brachte ihn von April bis August 1678 in den Schuldenturm, bis es ihm gelang auf richterliche Anordnung wieder freizukommen.
England hatte sich in den siebzehn Jahren Abwesenheit verändert. Es herrschte eine allgemeine, im Wesentlichen unbegründete Angst vor einer katholischen Gegenreformation. Karl II. in seinem Hang zum Absolutismus favorisierte seinen 1672 offen zum katholischen Glauben übergetretenen Bruder Jakob als seinen Thronfolger und brachte das Parlament gegen ihn auf, das bisher ihm ergeben war, aber nunmehr seinen illegitimen, dafür protestantischen Sohn Duke of Monmouth favorisierte. Auch der Earl of Shaftesbury, langjähriger Vertrauter und Schatzkanzler des Königs, fiel von ihm 1672 ab und wurde sein größter Widersacher an der Spitze des Parlamentes. 1678 trat der zwielichtige Titus Oates auf. Seine unter Eid abgegebene Behauptung, eine katholische Verschwörung („Popish Plot“) aufgedeckt zu haben, die die Ermordung Karls II. betreibe, um dessen jüngeren katholischen Bruder Jakob zum König zu machen, löste eine nationale Hysterie aus, die bis 1681 anhielt und in deren Verlauf etwa 35 Katholiken unschuldig ihr Leben verloren. Gleich zu Anfang ließ das Unterhaus im Dezember 1678 fünf Lords aus dem House of Lords festnehmen und in den Tower of London werfen.

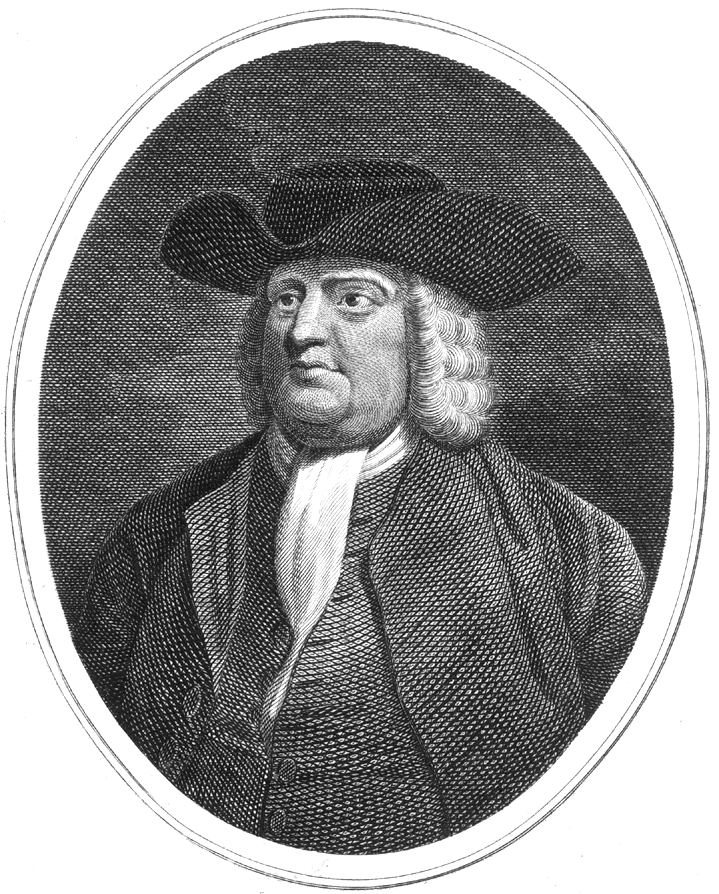
William Penn Anführer der Quäker

In dieser turbulenten Zeit wurde Algernon Sidney bald tief in die Politik hineingezogen, zumal er an der Echtheit des Popish Plot keine Zweifel hegte und viele in seiner Familie in der Politik beteiligt waren. Sein Cousin Arthur Capell, 1. Earl of Essex, der Mann seiner Nichte George Saville, der Lord Halifax, sein Neffe, Robert Spencer, der Earl of Sunderland und sein Schwager Sir John Pelham waren Parlamentarier (siehe grafische Darstellung unten). Sein jüngerer Bruder Henry und der Schwager seiner Nichte, Henry Savile, waren englische Gesandte im Ausland. In dieser Zeit formierte die Landpartei sich zur Whig-Partei mit einem gewaltigen Parteiapparat.
Als sein Schatzkanzler Thomas Osborne, Earl of Danby für den König in die Schusslinie der Parlamente geriet, löste Karl II. kurzerhand die Parlamente im Januar 1679 auf, um ihn zu retten. Das neue Parlament berief er für den 16. März 1679 in der Hoffnung ein, die nächste Wahl werde ihm ein gefügigeres Unterhaus bringen.
William Penn, Sohn eines reichen Admirals und Anführer der Quäker, war von Sidneys republikanischen Überzeugungen begeistert und arbeitete mit ihm an dem Plan eine umfassende Religionsfreiheit in England zu verwirklichen. Mit seiner Unterstützung bewarb sich Sidney um einen Unterhaussitz der Quäkergemeinde Guilford in der Grafschaft Surrey. Es sollte die erste von fünf Wahlkampfkampagnen in drei Wahlen sein.

##### Der Wahlkampf zum dritten Parlament
| Parlamente in der Regierungszeit Karls II. |               |      |               |               |           |       |                             |
| Nr.                                        | einberufen    | Wahl | versammelt    | aufgelöst     | Sitzungen | Sitze | Anmerkungen                 |
| ------------------------------------------ | ------------- | ---- | ------------- | ------------- | --------- | ----- | --------------------------- |
| 1te                                        | 16. März 1660 | 1660 | 25. Apr. 1660 | 29. Dez. 1660 | 1         | 84    | Convention Parlament        |
| 2te                                        | 18. Feb. 1661 | 1661 | 8. Mai 1661   | 24. Jan. 1679 | 16        | 83    | Cavalier Parlament          |
| 3te                                        | 25. Jan. 1679 | 1679 | 6. März 1679  | 12. Juli 1679 | 2         | 82    | Habeas Corpus Parlament     |
| 4te                                        | 24. Juli 1679 | 1680 | 21. Okt. 1680 | 18. Jan. 1681 | 1         | 81    | Bill of Exclusion Parlament |
| 5te                                        | 20. Jan. 1681 | 1681 | 21. März 1681 | 28. März 1681 | 1         | 80    | Oxford Parlament            |

Die Wahl schien zunächst sehr aussichtsreich zu sein, bis Algernon Sidney zugetragen wurde, dass die gegnerische Partei ausgebe, dass er nicht wählbar sei, da er kein Freier sei. Um einen Wahlausschluss zu vermeiden, wandte er sich an den Bürgermeister mit der Bitte, ihn schnellstmöglich zum Freien der Stadt Guilford zu erklären. Der Bürgermeister versprach die Angelegenheit mit den Stadtältesten zu bereden und Algernon Sidney rechtzeitig über den Termin der Parlamentswahlen Bescheid zu geben. Der Bürgermeister rief aber zu vorgezogenen Neuwahlen am nächsten Tag auf, dem 1. März 1679, der zudem noch Markttag war. Das Ergebnis war dass, als Algernon Sidney sich zur Wahl vorstellte, er auf die Frage des Wahlleiters, ob er ein Freier sei, mit „nein“ antworten musste und er vor versammelten Hause ungeachtet der Mehrheit der Stimmen als nicht für wählbar erklärt wurde. In den nachfolgend ausbrechenden Tumult und Proteste hinein wurde die Wahl dennoch abgehalten. Einige von Sidneys Wählern wurden lächerlich gemacht und bloßgestellt, andere Stimmen für Sidney wurden nicht gewertet, da sie den Namen angeblich falsch aussprachen. William Penn, der Algernon Sidney als Verteidiger beistehen wollte, wurde hereingerufen und vom Wahlleiter als Jesuit verleumdet und somit des Popish Plots verdächtigt, gegen den zehnerweise Eide vorliegen würden. Der Bürgermeister warf ihn daraufhin aus dem Saal und verbot ihm, im Namen von Sidneys Partei zu erscheinen.

##### Das dritte Parlament

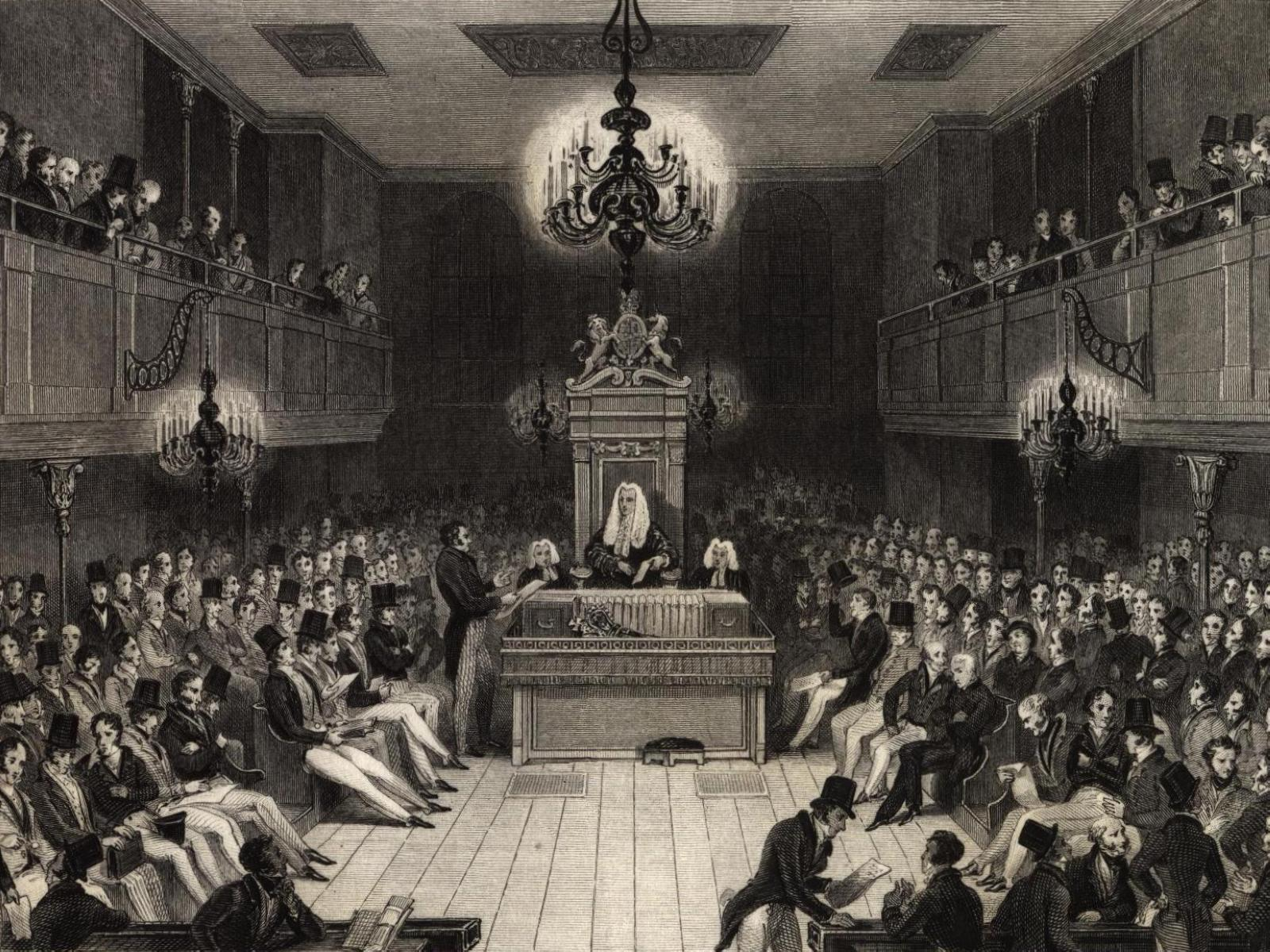
Das britische House of Commons, Zeichnung von 1834.

Der Ausgang der Wahl in Guildford stand von vornherein fest. Der englische Hof hatte erfolgreich verhindert, dass Algernon Sidney den Sitz im House of Commons am 6. März 1679 einnahm. Sidneys Petition wurde vom Unterhaus am 28. März 1679 an das Komitee für Privilegien und Wahlen zur Stellungnahme weitergeleitet, deren Bericht bis zur Vertagung am 27. Mai noch nicht vorlag. Ermuntert von William Penn, die Hoffnung nicht aufzugeben, musste er vorerst sich mit der Rolle des Beobachters des Hofes und des Parlaments zufriedengeben. Seine beiden Neffen, der Earl of Halifax und der Earl of Sunderland, sowie sein Cousin, der Earl of Essex waren mittlerweile zu Ministern aufgestiegen.
Es kam anders als Karl II. gehofft hatte. Das Komitee für Privilegien des Unterhauses beschloss, das Amtsenthebungs- und Klageverfahren gegen Lord Danby wegen Hochverrat trotz der zwischenzeitlichen Parlamentsauflösung einfach fortzusetzen. Einen Antrag des Oberhauses Lord Danby lediglich zu verbannen, lehnte das Unterhaus ab. In einer Bill of Attainder ließ das Unterhaus Lord Danby in den Tower of London werfen. Der König begnadigte ihn, doch das Unterhaus erklärte die Begnadigung am 5. Mai für ungültig. Am 12. Mai begann die Debatte, die Habeas-Corpus-Akte zum Schutz der Bürger vor willkürlicher Verhaftung wurde verabschiedet, während sich die fünf Lords aus dem Oberhaus noch immer im Tower of London befanden. Karl II. verdross am meisten aber, dass das Unterhaus in einer sogenannten Bill of Exclusion versuchte, seinen Bruder Jakob, der seit 1669 sich öffentlich zum katholischen Glaube bekannte, von der Thronfolge auszuschließen. Am 27. Mai vertagte er das Parlament auf unbestimmte Zeit, um es am 12. Juli 1679 gänzlich aufzulösen und Neuwahlen erneut auszuschreiben.

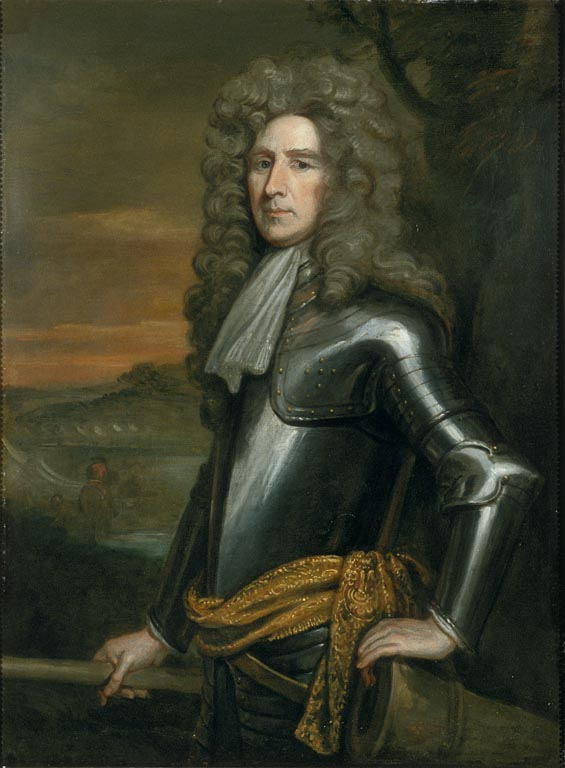
Der jüngste Bruder Henry Sidney

Algernon Sidney bewarb sich um den Parlamentssitz für Amersham in der Grafschaft Buckinghamshire als auch um den in Bramber in der Grafschaft Sussex, in deren Gemeinden ebenfalls viele Quäker waren. Mit William Penn ging er seine Wahlkampagnen Ende Juli diesmal sorgfältiger an. Sidney Algernon gewann die Wahl in Amersham, die einige Wochen früher als in Bramber stattfand. Um Bramber bewarb sich vollkommen überraschend und unerwartet jemand, der um diese Zeit noch weit entfernt von Bramber englischer Gesandter in Den Haag in den Niederlanden war und dessen Verwalter Spencer vorerst ohne ihn den Wahlkampf startete – sein jüngster Bruder Henry, der von seinem Schwager Sir John Pelham unterstützt wurde. Sidney war äußerst erbost darüber, zumal Henry die Wahl ebenso überraschend gewann. Zu dem gespannten Verhältnis zu seinem ältesten Bruder gesellte sich nun das zu seinem jüngsten Bruder und zu seinem Schwager John Pelham hinzu. Umso wichtiger wurden ihm die Beziehungen zu seinen Neffen und seinem Cousin, Lord Essex.
Obwohl allerseits die Wahlen zum vierten Parlament abgeschlossen waren, kündigte Karl II. die weitere Vertagung des Parlamentes bis zum 26. Januar 1680 an. In einem Brief vom 26. Oktober an Henry Savile schrieb Algernon Sidney:

„Ich bin nicht einmal in der Lage, eine Vermutung zu äußern, ob das Parlament am 26. Januar zusammenkommt oder nicht, und obwohl ich alle Umstände wohl bedacht habe, bin ich unsicher, ob ich ihm angehören werde oder nicht – ist es doch (mit Roger Hill) eine doppelte Wiederwahl; und nichts kann als sicher gelten, bis die Frage, die sich aus alledem stellt, entschieden ist.“

So entschloss sich Algernon Sidney im November 1679, für kurze Zeit nach Paris zu reisen, wo sich sein Neffe, der Earl of Sunderland, in besonderer Mission für kurze Zeit aufhielt. Während Sidney in Paris war, gelang es dem Earl of Shaftesbury, 150.000 Menschen zu mobilisieren, die anlässlich des Krönungstages der protestantischen Königin Elisabeth I. am 17. November durch London zogen und als Protest gegen den Popish Plot eine riesige Papstpuppe verbrannten.

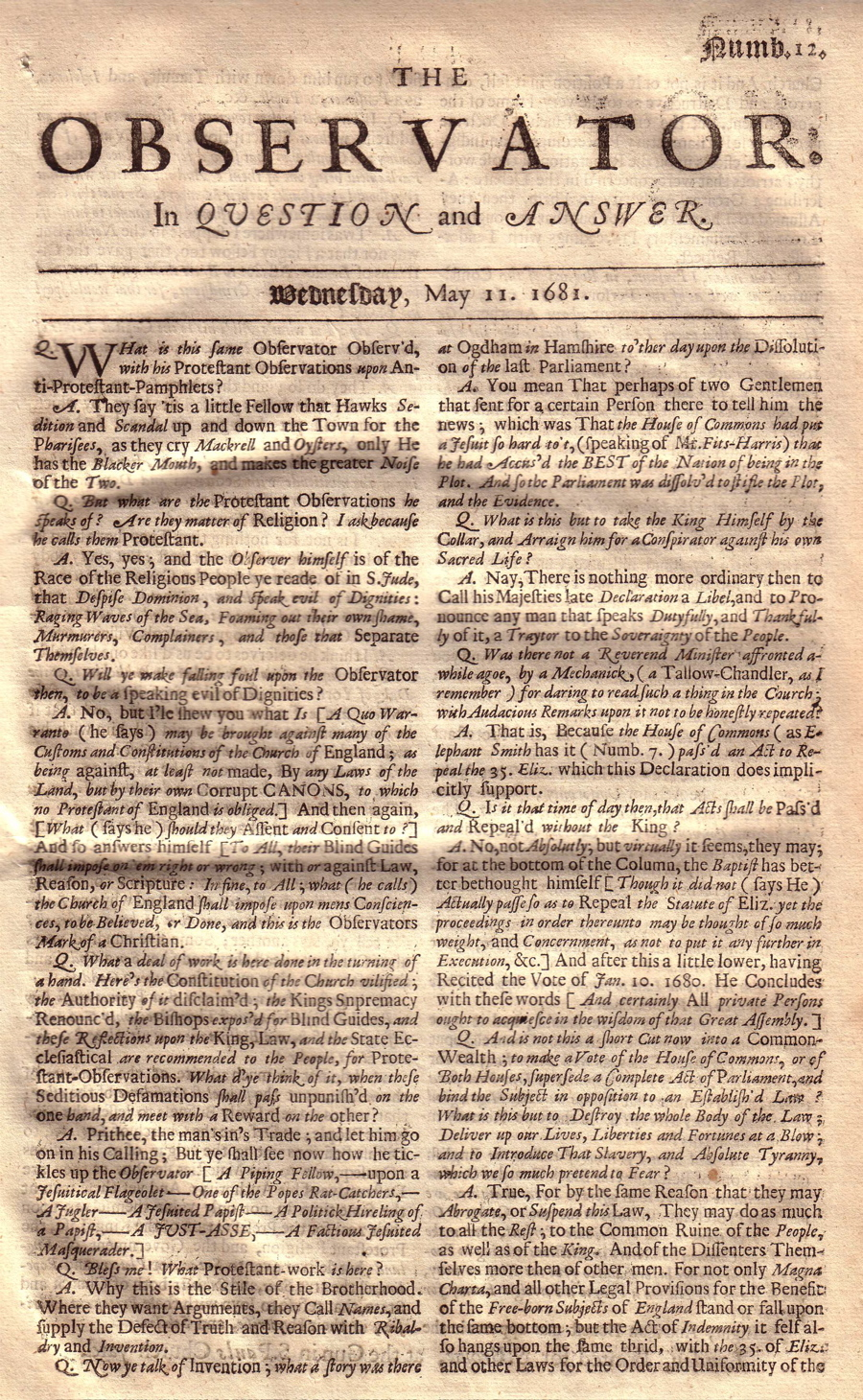
The Observator vom 11. Mai 1681 – Kampfblatt von Roger L’Estrange und den Tories

Nach seiner Rückkehr nach London harrte Sidney der politischen Lage. Am 26. Januar 1680 traf das neu gewählte Parlament kurz zusammen, nur um die Rede Karl II. zu vernehmen, in der er eine erneute Vertagung des Parlamentes bis zum 15. April ankündigte. Ganz offensichtlich wollte Karl II. abwarten, bis die aufgebrachte Stimmung gegen den Popish Plot und die Übergriffe auf Katholiken sich legen würden. Der Führer der Whigs, der Earl of Shaftesbury, dagegen schürte die Angst durch Meinungsmache in Zeitungen und durch Pamphlete. Es war eine Entwicklung, die mit dem konservativen Roger L’Estrange ihren Lauf genommen hatte, der eine Reihe von Pressemedien im Sinne der Monarchie leitete. Über 1450 Pamphlete entstanden in dieser Zeit. Der Earl of Shaftesbury übernahm nicht nur diese neue Art der Agitation erfolgreich, sondern führte auch Listen über seine Anhänger und Gegenspieler, die häufig die Lager wechselten. London entwickelte sich 1680 sozusagen zu einer republikanischen Insel innerhalb der Monarchie.
Inmitten des Kampfes um die Meinungsherrschaft platzte das posthum erschienene Buch Patriarcha, or the Natural Power of Kings (Das Patriarchat oder die Naturrechte des Königs) von Robert Filmer hinein, der bereits 30 Jahre zuvor gestorben war. Der Inhalt war jedoch für die Whigs brisant, da es den Absolutismus als die natürlichste Regierungsform auf der Welt seit ihrer Schöpfung rechtfertigte und die Untertanen zu stiller Ergebenheit aufforderte. Sidney, der für eigene Zwecke, aber auch für die Whigs Pamphlete geschrieben hatte, fühlte sich durch dieses Buch dermaßen herausgefordert, dass er sein ins Stocken geratenes Werk „Betrachtungen über Regierungsformen“ wieder aufnahm. Schritt für Schritt widerlegte er Robert Filmer und nutzte die Themen, um seine eigenen Ansichten darzulegen. Die Arbeiten an diesem Werk sollten sich bis zu seinem frühen Tod noch hinziehen. Selbst der Philosoph John Locke fühlte sich noch Jahre nach Sidney bemüßigt, auf Patriarcha ausführlich einzugehen.

##### Frankreichs Rolle in der englischen Politik

Bartholomäusnacht 1572, zeitgenössisches Gemälde von François Dubois aus dem Jahre 1595

In dieser Zeit, aber auch schon geraume Zeit vorher, gab es noch einen Dritten, der das Feuer auf beiden Seiten in England eifrig und erfolgreich schürte. Es war Ludwig XIV., König von Frankreich, der durch seinen französischen Gesandten am englischen Hofe Paul Barillion beiden Seiten Geld zukommen ließ und Intrigen spann. Bei seinen dreimaligen Versuchen, die Niederlande zu erobern, wollte Ludwig XIV. auf diese Weise ein übermächtiges europäisches Bündnis gegen Frankreich verhindern. Ihm kam zustatten, dass Karl II. ohne Zustimmung seines Parlamentes keine Steuern erheben konnte und dadurch anfällig für französische Wünsche wurde. Allerdings war Frankreich den Engländern verhasst. Es hatte zweihundert Jahre zuvor im Hundertjährigen Krieg England vom europäischen Kontinent vertrieben. Es hatte in der Bartholomäusnacht 1572 unter seinen Protestanten, den sogenannten Hugenotten, ein blutiges Massaker veranstaltet. Ludwig XIV. hatte auch die letzten überlebenden Hugenotten aus Frankreich verjagt, das jetzt ausschließlich katholisch war und den Engländern als Hort einer katholischen Verschwörung galt, die nur auf eine Gelegenheit wartete, die katholische Gegenreformation in England blutig durchzusetzen. Karl II. hatte darum seinen damaligen Schatzkanzler, den Earl of Danby, 1678 ersucht, Geheimverhandlungen mit Frankreich zu führen, um ein Dreifaches der bisherigen jährlichen Unterstützung von Frankreich, den sogenannten Subsidien, nämlich nunmehr 300.000 £, zu erhalten.

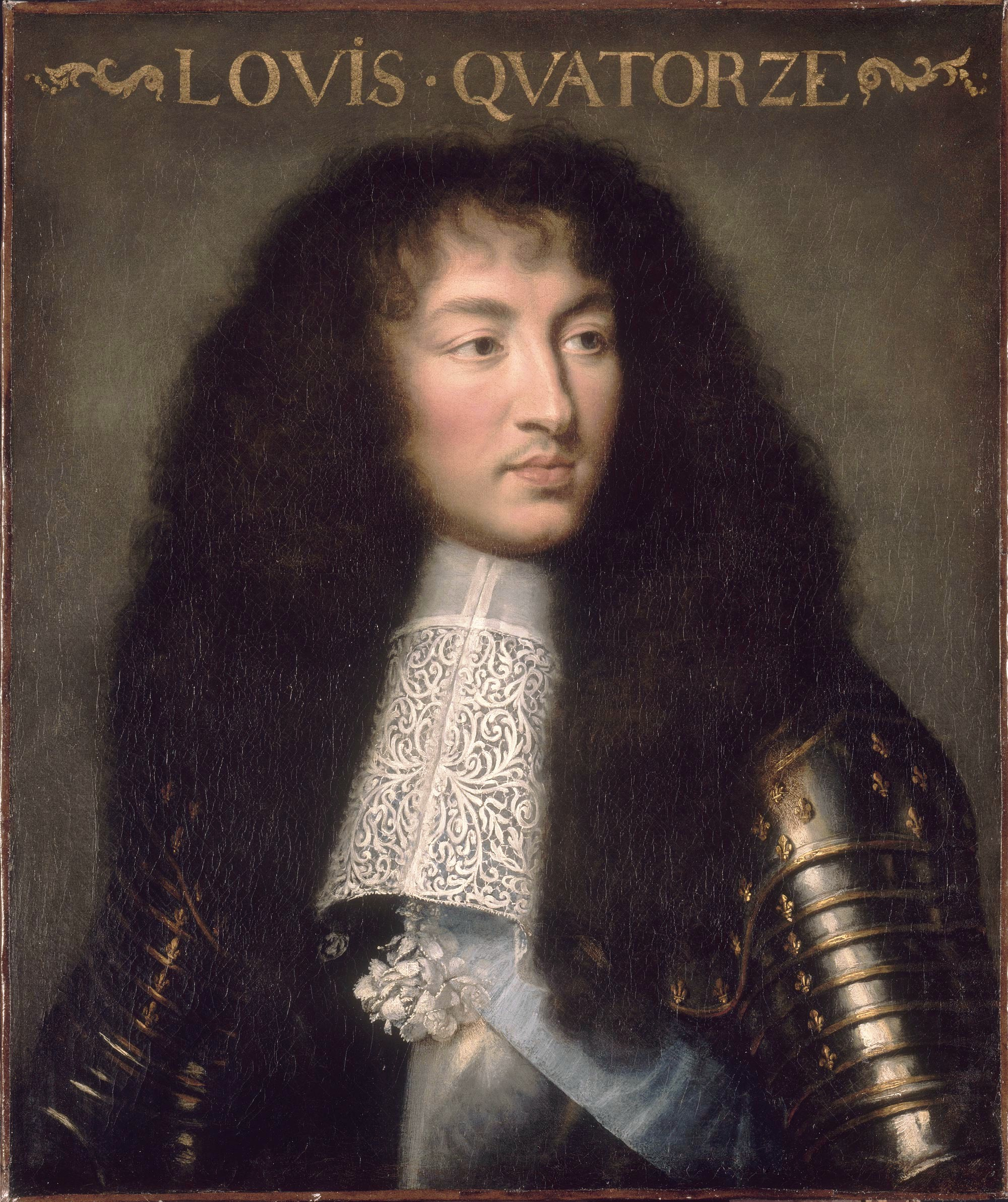
Ludwig XIV. von Frankreich, Cousin von Karl II. von England

Der Earl of Danby war Ludwig XIV. ebenso verhasst wie den englischen Whigs – Ludwig XIV., weil er stets gegen Frankreich gearbeitet hatte, den Whigs, weil er nicht nur konservativer, überzeugter Monarchist war, sondern auch sein Amt dazu nutzte, seinen Einfluss und Reichtum erheblich zu steigern und alle Religionen dies- und jenseits der anglikanischen Kirche zu verfolgen. Ein halbes Jahr danach unterrichtete der französische Gesandte Paul Barillion Ralph Montagu und Algernon Sidney von den englischen Geheimverhandlungen des Earls mit Frankreich. Sidney übernahm es daraufhin, die Information über seinen Cousin und die Neffen in der Partei der Whigs zu verbreiten, während Montagu sie in Zeitungen und anderweitig veröffentlichte und somit einen Sturm der Entrüstung entfachte, der den König um seinen Schatzkanzler und den Earl of Danby in den Tower of London brachte. Algernon Sidney erhielt insgesamt nur zweimal Geld von Barillion. Seine Ehre wurde in dieser Angelegenheit von manchen angezweifelt, nicht zuletzt insbesondere durch Sir Winston Churchill. Zu Sidneys Verteidigung muss aber gesagt werden, dass er das Geld nur insofern annahm, wenn die damit verbundenen Pflichten sich mit seinen Überzeugungen deckten.

##### Das vierte Parlament
Am 15. April 1680, als das Parlament zusammenkommen sollte, vertagte Karl II. es erneut. Dies wiederholte sich noch weitere fünf Male, bis er sich dem Druck beugen musste. Die antikatholische Stimmung hatte sich nicht gelegt, wie Karl II. es erhofft hatte. Der Earl of Shaftesbury hatte es verstanden, sie auf dem Höhepunkt zu halten. Weitere Verdächtigungen und noch tollkühnere Behauptungen waren hinzugekommen. Am 29. Oktober 1680 verabschiedete das Unterhaus einstimmig eine Note, in der es dem König seine Ergebenheit erklärte, aber nahelegte, im Interesse des Landes und des protestantischen Glaubens, allen bisher gesammelten Erkenntnisse und Beweise des Unterhauses von einer Papisten-Verschwörung nachzugehen und strafrechtlich zu ahnden. Der König nahm die Note am nächsten Tage persönlich entgegen und versprach einen Tag später, die Unterlagen einem im Oberhaus gebildeten Ausschuss zur sorgfältigen Prüfung weiterzuleiten. Das Unterhaus, von Wahl zu Wahl radikaler geworden, begann am 2. November, den katholischen Bruder von Karl II., den Duke of York, von der Thronfolge auszuschließen. In einer sogenannten Bill of Exclusion, die am 8. November 1680 vom Unterhaus verabschiedet wurde, wurde seine Verbannung aus England gefordert. Seine Rückkehr oder eine politische Betätigung im Ausland mit dem Ziel, König von England zu werden, sollte als Hochverrat bestraft werden. Karl II. täuschte Kompromissbereitschaft vor und schickte seinen Bruder Jakob, auch zu dessen Sicherheit, erst nach Brüssel und später nach Schottland, das zu dem Zeitpunkt noch unabhängig war. Das Oberhaus lehnte mit einer knappen Mehrheit am 15. Oktober die Bill of Exclusion ab.
Das Unterhaus behandelte als Nächstes die Sache der fünf katholischen Lords, die im Tower of London seit Ende Oktober 1679 einsaßen und denen die Beteiligung am Popish Plot vorgeworfen wurde. Der älteste unter ihnen war William Howard, Lord Stafford. Einige Quellen berichten, dass er seiner Unschuld sicher gewesen sei und auf einen raschen Prozess drängte. Andere Quellen dagegen führen an, dass er altersschwach war und schon vor dem Prozess zu sterben drohte. Jedenfalls wurde ihm im Oberhaus unter dem Vorsitz von Sir William Jones feierlich der Prozess gemacht, der vom 30. November bis 7. Dezember dauerte. Mit 55 zu 31 Stimmen wurde Lord Stafford des Popish Plot für schuldig befunden und zum Tode durch den Strang und anschließender Vierteilung verurteilt. Der König legte seine Hoheitsrechte ein und wandelte das Urteil in Tod durch das Beil um, worauf sich zwischen Unterhaus und König ein Zwist über die Art der Vollstreckung des Todesurteils entspann. Am 23. Dezember willigte das Unterhaus schließlich ein, Lord Stafford lediglich durch das Beil hinrichten zu lassen. Im Alter von 66 Jahren wurde Lord Stafford am 29. Dezember 1680 auf dem Tower-Hügel enthauptet.

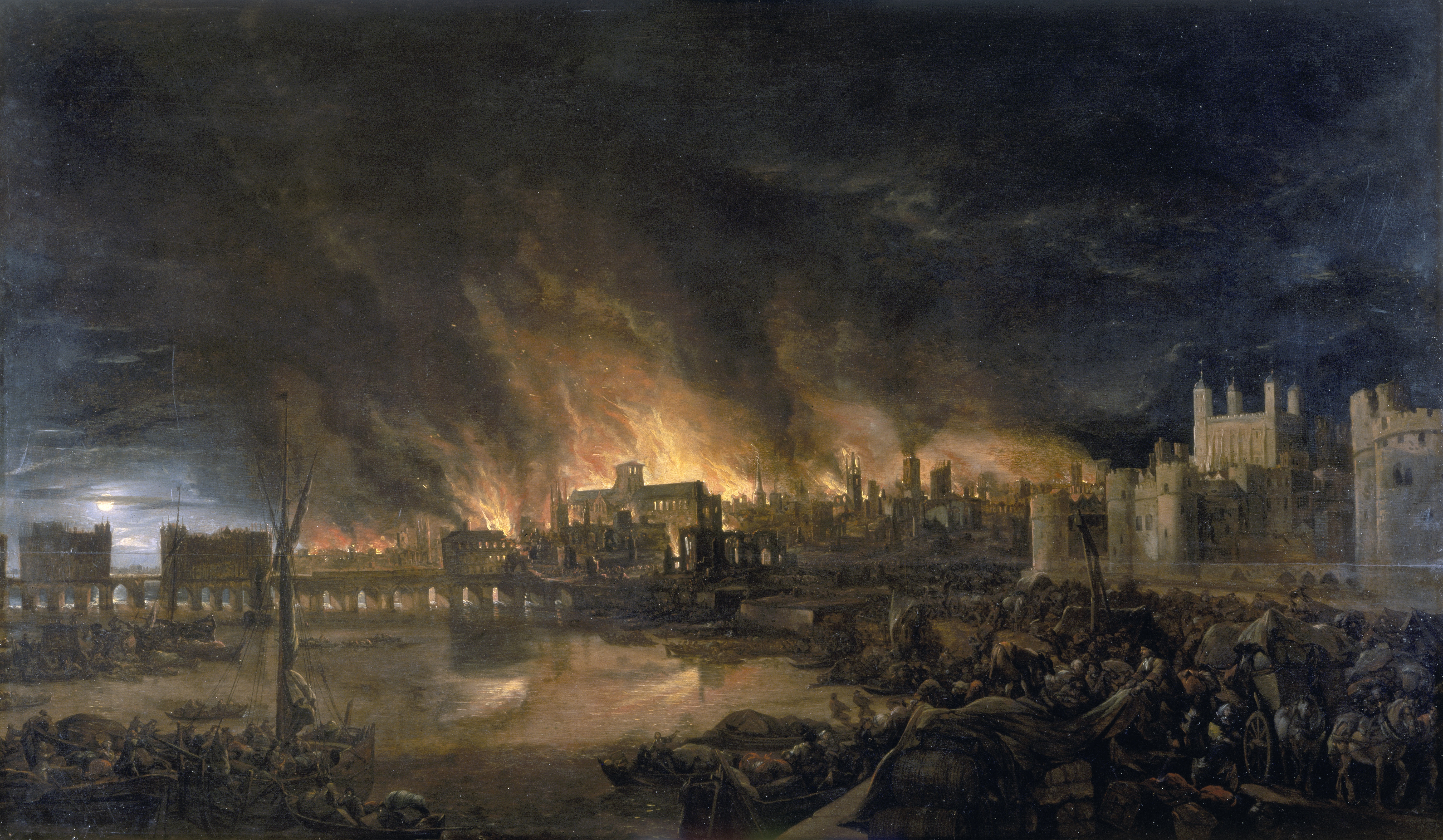
Das große Feuer in London von 1666, das über vier Tage wütete

Am 4. Januar 1681 lehnte Karl II. ebenfalls die vom Unterhaus verabschiedete Bill of Exclusion ab, woraufhin sich der Ton am 7. Januar im Unterhaus verschärfte. Vier Mitgliedern aus dem engen Umfeld des Königs, darunter Lord Halifax, wurde vorgeworfen, den König zur Ablehnung der Bill of Exclusion fälschlicherweise geraten zu haben, Anhänger der katholischen Gegenreformation und somit eine Gefahr für König und Königreich zu sein. Der nächste Tag im Unterhaus schien wie ein gewöhnlicher Tag. Der 10. Januar dagegen begann mit einer scharfen Resolution des Unterhauses, das jede Vertagung des Unterhauses als Hochverrat an König, Königreich und am Protestantismus erklärte und jeden Unterstützer daran als Anhänger Frankreichs und Empfänger französischer Bestechungsgelder erklärte. Der Bruder des Königs wurde in einer Resolution des Unterhauses dafür verantwortlich gemacht, dass sein Rivale in der Thronfolge, der Duke of Monmouth, das Oberhaus hatte verlassen müssen. Ferner erklärte eine weitere Resolution den großen Brand in London von 1666 zum Werk katholischer Gegenreformatoren. Karl II. machte daraufhin seine Hoheitsrechte geltend und vertagte das Unterhaus, um es am 18. Januar 1681 erneut aufzulösen.

##### Das fünfte Parlament

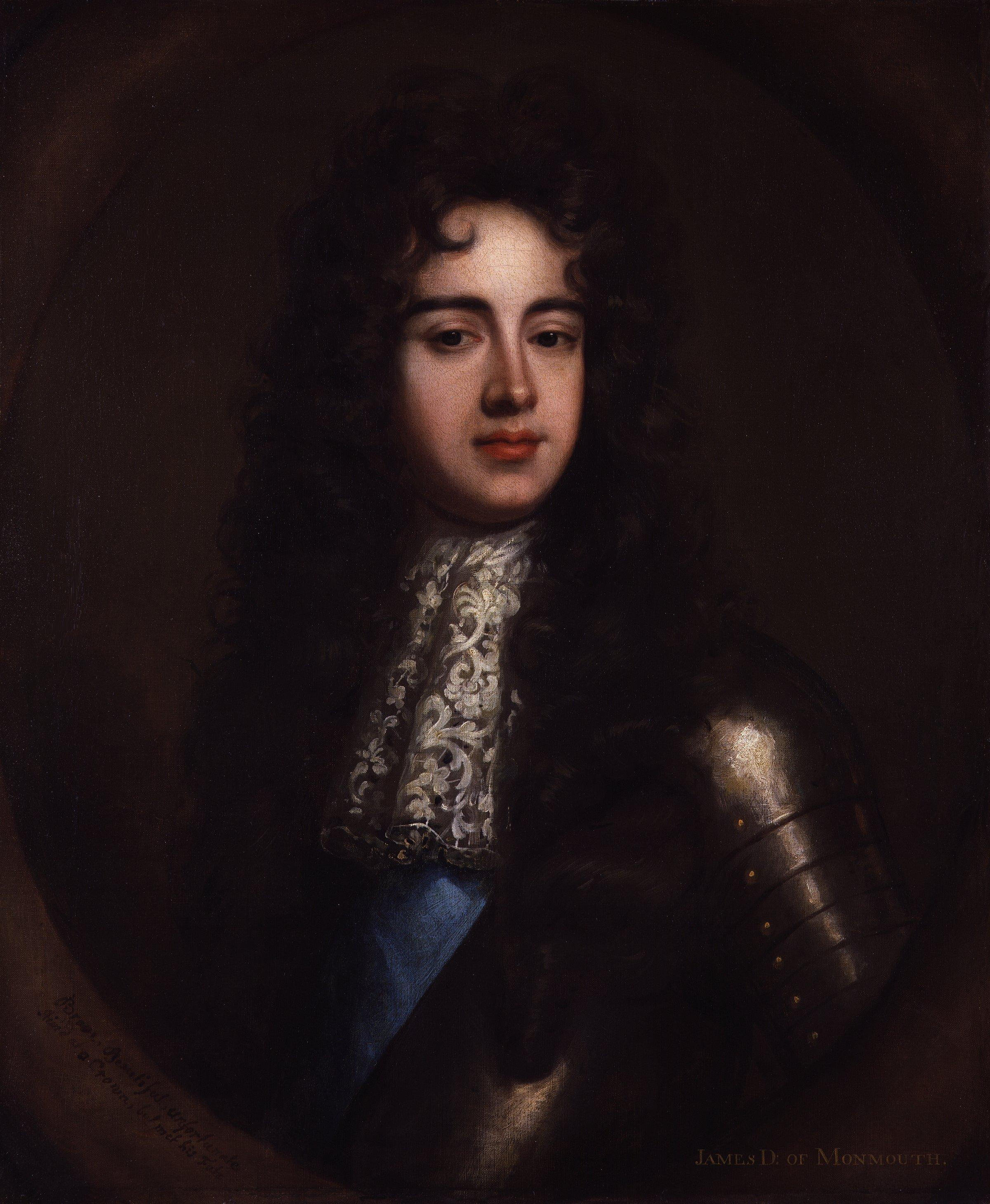
James Scott, Duke of Monmouth, illegitimer Sohn Karl II. und möglicher Thronfolger

Karl II. änderte seine Strategie vollkommen. Er unterstützte nicht mehr die Dissenters, um die anglikanische Kirche zu spalten, sondern nunmehr die Tories, die sich bisher immer königstreu gezeigt hatten. Das nächste Parlament rief er für den 21. März nach Oxford ein, das ruhiger als London und eine Hochburg der Tories war. Den Parlamentariern machte er zur Auflage, vollkommen unbewaffnet zu erscheinen.
Algernon Sidney bewarb sich mit der Hilfe von William Penn wieder erneut um den Parlamentssitz von Amersham und den von Bramber. Sein jüngster Bruder Henry kandidierte nicht mehr für Bramber und wurde wieder englischer Gesandter in Den Haag. Die Wahl in Amersham erfolgte bereits am 29. Januar, die Roger Hill mit 40 und Algernon Sidney mit 37 Stimmen gewann. Die Wahl in Bramber dagegen verlor Sidney an den dort ansässigen Landadel.
Das Unterhaus, zu der die meisten Whigs dennoch zu ihrer eigenen Sicherheit bewaffnet erschienen, trat am 21. März 1681 zusammen. Zur Eröffnung erklärte Karl II. in seiner Rede, das Parlament möge die Frage der Thronfolge vorerst ausklammern, da er es ansonsten unverzüglich auflösen werde. Am 24. März reichten sowohl Algernon Sidney als auch Sir Robert Hill Petitionen über die Wahl in Amersham ein, die wiederum zur Stellungnahme an das Komitee für Privilegien an Wahlen weitergeleitet wurden. Das Amtsenthebungs- und Anklageverfahren gegen Lord Danby lebte wieder auf und wurde an das Oberhaus geschickt. Als am 28. März das Unterhaus erneut und entgegen der Warnung eine Bill verabschieden wollte, in der der Duke of York von der Thronfolge ausgeschlossen werden sollte, löste Karl II. das Parlament unverzüglich auf.

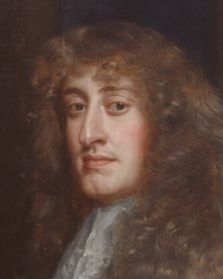
Jakob II., katholischer Bruder von Karl II., Thronfolger, der drei Thronausschlussverfahren überstand

In einer veröffentlichten Erklärung rechtfertigte der König die Auflösung der letzten beiden Parlamente und ließ durchblicken, dass er gedenke, künftig ohne Parlamente regieren. Die Antwort der Whigs darauf erfolgte in der Stellungnahme Gerechte und einfache Verteidigung der Vorgänge bei den letzten zwei Parlamenten, die der anglikanische Bischof als „eines der am besten geschriebenen Papiere in dieser Zeit“ nannte und die von niemand anderem als Algernon Sidney stammte.
Den Umstand, dass einige Whigs bewaffnet in Oxford erschienen waren, nutzte Karl II. als Vorwand, um sie verhaften und rücksichtslos verfolgen zu lassen. Die so angeklagten Whigs wurden vor Gericht zwar freigesprochen, manche aber zeigten sich dadurch eingeschüchtert.
Um die Vergabe öffentlicher Ämter in den Stadtverwaltungen und Parlamentswahlen zu manipulieren, ließ er sich die Freibriefe der Städte vorlegen. In Städten, deren Freibriefe verfallen oder nicht mehr auffindbar waren, zog er diese ein und ließ eigene ausstellen. Bis 1685 wurden auf diese Weise 56 Freibriefe ausgetauscht.

##### William Penn und Lord Howard of Escrick
Bereits im März 1681 hatte Karl II. William Penn englisches Land in Nordamerika übereignet und somit eine alte Schuldforderung von 15.000 £ beglichen, die William Penn von seinem Vater geerbt hatte. Zu Ehren seines Vaters nannte William Penn dieses Land Pennsylvania und arbeitete an einem Verfassungsentwurf, den er mit Algernon Sidney diskutierte. Im Oktober 1681 befand Algernon Sidney über Penns Frame of Government, dieser sei „schlimmer als die Türken“ und „nicht wert, erduldet oder unter ihm zu leben“. William Penn war tief gekränkt und die Freundschaft zerbrach darüber.

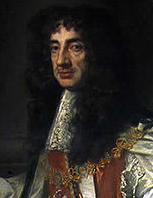
Karl II. von England

Einem anderen Freund half Algernon Sidney in der Not. William Lord Howard of Escrick wurde 1681 in den Schuldenturm geworfen, da er seine Schulden nicht zahlen konnte. Algernon Sidney streckte ihm das Geld vor, um freizukommen. Lord Howard of Escrick war wie Sidney Mitglied des Rumpfparlamentes im Commonwealth gewesen. Sein Ruf war nicht ganz makellos. Er war das einzige Parlamentsmitglied, das wegen Bestechlichkeit vom Parlament ausgeschlossen wurde. 1679 konnte Lord Howard of Escrick Papiere vorlegen, die zu einer Aufnahme in das Oberhaus berechtigten. Es war Lord Howard of Escrick, der Algernon Sidney mit dem möglichen Thronfolger Duke of Monmouth bekannt machte. Algernon Sidney verhielt sich aber eher zurückweisend. Als Republikaner war ihm jeder Thronfolger suspekt.

##### Whig-Verfolgungen
Im Juli 1681 setzte Karl II. seine repressiven Maßnahmen fort und ließ Lord Shaftesbury in den Tower of London werfen. Eine eilends konstruierte Anklage wegen Hochverrats hielt im Prozess gegen Lord Shaftesbury am 24. November 1681 der Überprüfung nicht stand. Er wurde freigelassen.
Die nationale Hysterie um den Popish Plot begann, sich zu legen und die Stimmung sich gegen die Whigs zu richten. Ohne das Parlament waren die Whigs ihrer Plattform beraubt, und es bestand auch keine Hoffnung, dass es jemals unter der Regentschaft von Karl II. wieder einberufen werden würde. Die Whigs waren nicht gewillt, ihre Macht und ihren Einfluss kampflos preiszugeben. Um der Verfolgung Karl II. zu entgehen, trafen sie sich heimlich und berieten die erschwerte politische Lage. Gerüchte von Verschwörungen und Umstürzen machten die Runde.

#### Rye-House-Verschwörung

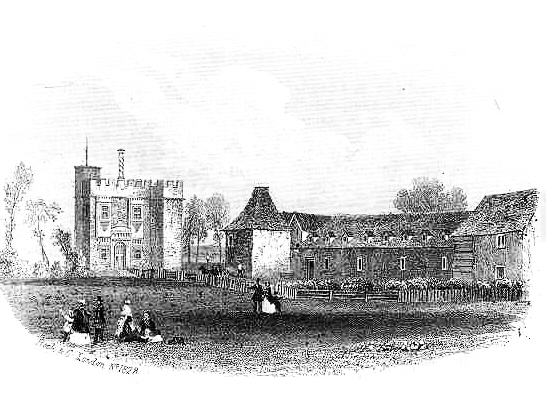
Rye House in der Grafschaft Hertfordshire

Einige dieser Gruppe trafen sich im Jahr 1682 in dem Gutshaus Rye House in Hoddesdon in Hertfordshire. Es lag einen Tagesmarsch südöstlich von London und gehörte dem als Republikaner bekannten Richard Rumbold. Ihrem Plan zufolge sollte sich eine Truppe von hundert bewaffneten Männer auf dem Anwesen des Hauses verstecken. Sie sollten dem König und seinem Bruder auf dem Heimweg auflauern, wenn diese vom jährlichen Pferderennen in Newmarket nach London zurückkehrten, und beide ermorden. Dem Pitaval zufolge wollte Lord Shaftesbury so lange nicht warten und stattdessen einen Aufstand in London anzetteln. Als er jedoch seine Pläne vorzeitig entdeckt glaubte, floh er Ende 1682 in die Niederlande.
Die Rye-House-Verschwörer setzten ihr Vorhaben fort und erwarteten den Ritt des Königs und seines Bruders nach London für den 1. April 1683. In Newmarket brach aber am 22. März 1683 ein großes Feuer aus, das die halbe Stadt zerstörte. Die Rennen wurden abgesagt, und der König und der Duke kehrten vorzeitig nach London zurück. Die Rye-House-Verschwörung war gescheitert.
Bereits Ende April erhielt Algernon Sidney vom Earl of Clare den Hinweis, dass seine Verhaftung unweigerlich bevorstehe. Am 12. Juni 1683 hielt ein Mitverschwörer, Josiah Keeling, dem Druck, die Verschwörung könne aufgedeckt werden, nicht stand und verriet sie. Haftbefehle gegen den Advokaten West und Richard Rumbold wurden am 20. Juni ausgestellt. Wenige Tage später stellten sich beide in der Hoffnung, als Kronzeugen Vergünstigungen zu erlangen. Andere Mitverschwörer und der Duke of Monmouth flüchteten ins Ausland. Das war der Anlass, in den nächsten Tagen Haftbefehle wegen Hochverrats auszuschreiben und die Verdächtigen in den Tower of London zu werfen. Der erste lief auf Algernon Sidney, ausgestellt am 25. Juni, Lord Russell auf den 26. Juni, Lord Hampden und Lord Howard of Escrick auf den 9. Juli und Lord Essex auf den 10. Juli. Algernon Sidney sowie Lord Russell weigerten sich zu fliehen.

##### Verhaftung
„Mitte Juni war die Stadt voller Gerüchte über eine Verschwörung, die von Keeling und wenig später von West verraten wurde. Einige Personen flüchteten.[…] Mein Name war in jedem Kaffeehaus zu hören, und unterschiedliche Mitteilungen wurden mir zugesteckt, daß ich mit Sicherheit auch verhaftet werden sollte[…], wußte aber keinen Grund, warum ich mich verstecken sollte und beschloss, es nicht zu tun, […] obwohl mir am frühen Morgen des 26. Junis erzählt wurde, daß der Duke of Monmouth sich versteckt und Oberst Rumsey sich ergeben hätten. Das betrübte mich wenig, so daß ich den Morgen über die Zeit mit meinen Studien verbrachte oder mich mit solchen Freunden unterhielt, die gekommen waren, nur um mich zu sehen. Und während ich zu Tisch war, kam ein Bote und verhaftete mich in des Königs Namen.“

Lord Howard of Escrick versuchte, der Verhaftung zu entgehen, indem er sich im Kamin versteckte. Er wurde entdeckt und in den Tower of London geworfen. Der Cousin von Algernon Sidney, Lord Essex, kam am 12. Juli 1683 in den Tower und wurde am nächsten Morgen mit durchgeschnittener Kehle in seiner Zelle tot aufgefunden. An demselben Tag begann bereits der Prozess gegen Lord Russell wegen Hochverrats unter dem Vorsitz von Richter Sir Francis Pemberton. Rumsey und West sagten aus, dass Lord Russell auf zwei Treffen dabei gewesen sei. Der eigentliche Hauptzeuge war William Lord Howard of Escrick, der dies aber auch nur vom Hörensagen berichten konnte, worauf Lord Russell hinwies. Lord Russell wurde am 14. Juli 1683 wegen Hochverrats zum Tod durch den Strang und anschließender Vierteilung verurteilt. Der König milderte das Urteil durch Tod mit dem Beil ab. Mehrere Versuche, eine Begnadigung beim König zu erreichen, hatten keinen Erfolg. Am 21. Juli 1683 wurde Lord Russell hingerichtet.

##### Der Prozess

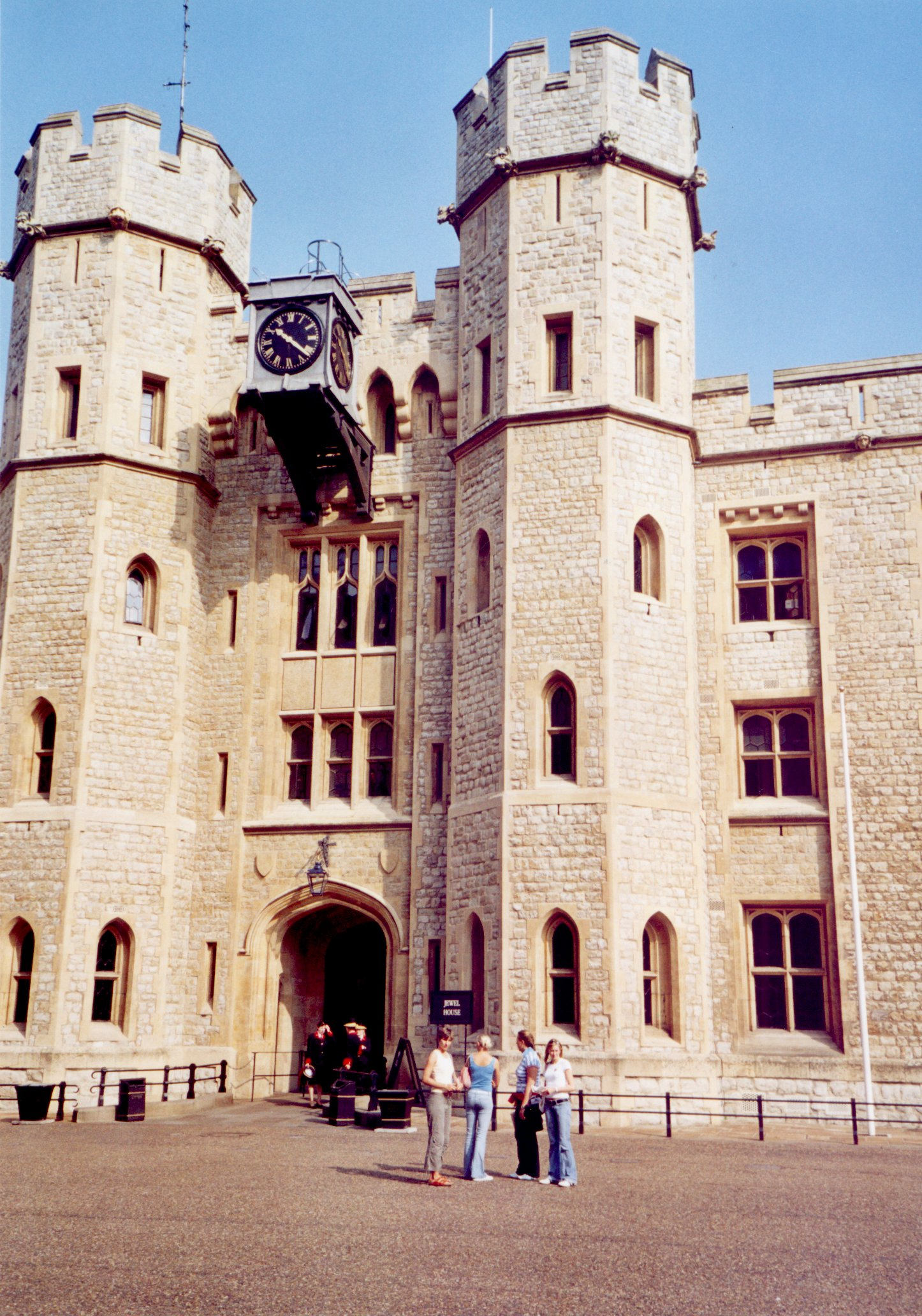
Tower of London

Der Prozess gegen Algernon Sidney gestaltete sich schwierig. Ende Juli wurde Sidney vor den König und Staatsrat gebracht und verhört. Er erklärte, dass er sich bestens zu verteidigen wisse, wenn sie irgendeinen Beweis gegen ihn hätten, aber er nicht bereit sei, durch seine Aussage irgendwelche Vermutungen von ihnen zu unterstützen. Das Verhör war auf diese Weise sehr kurz. Weitere Wochen verstrichen, und Algernon Sidney hielt dies für ein gutes Zeichen und deutete es darauf hin, dass die bisherige Beweislage noch nicht für einen Prozess ausreiche. Während der Zeit im Gefängnis besuchte ihn sein Bruder Henry Sidney, der „ihm mit großem Respekt und Besonnenheit begegnete und von allen Menschen Gutes überbrachte“. Sein Bruder, der Earl of Leicester, mit dem er große Differenzen über eine Jahreszahlung von 2.000 £ hatte, besuchte ihn nicht, schickte ihm aber 1.000 £ als Anzahlung, weil er nicht länger die Schelte deswegen ertragen konnte. In der letzten Oktoberwoche trieb Karl II. die Sache voran, Sidney vor Gericht zu stellen. Das Arbeitspapier Mr. Sheperds Überprüfung der Handschrift vom 21. Oktober war eine vorzeitige Warnung. Es verglich die Handschrift von Algernon Sidney mit der eines Papiers, das bei einer Durchsuchung seiner Zelle gefunden wurde und zu Sidneys Betrachtungen gehörte. Am 7. November 1683 wurde ihm der Prozess unter dem Vorsitz des Lordoberrichters George Jeffreys im Kings-Bench-Gericht gemacht. Jeffreys war berüchtigt dafür, im Dienste des Königs zu stehen, das Recht zu beugen und die Jury unter Druck zu setzen. Das Exklusionsparlament hatte sein Verhalten auf eine Beschwerde hin schwer gerügt. Im Prozess gegen Lord Russell war er durch seine unbeugsame Härte aufgefallen und war am 29. September zum Oberrichter aufgestiegen, während Sir Francis Pemberton, der Lord Russell Respekt entgegenbrachte, seines Amtes enthoben wurde. Sidney kritisierte die Zusammensetzung der Jury, die mit Hilfe von Manipulationen auf unrechtmäßige Weise zustande gekommen war, und er beschwerte sich, dass ihm eine Kopie der Anklage verwehrt worden wäre.

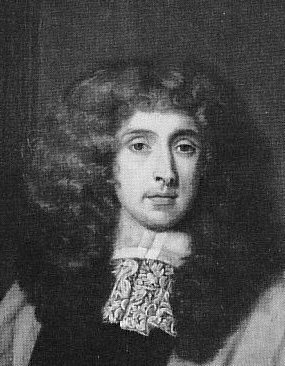
Richter George Jeffreys (1644–1689)

Der einzige Zeuge, der gegen Sidney aussagte, war jener Lord Howard of Escrick, den Sidney aus dem Schuldenturm befreit hatte. Sidney führte zahlreiche Zeugen an, welche die Integrität Lord Howard of Escricks in Zweifel zogen. Nach dem Gesetz hätten mindestens zwei Zeugen den offen unternommenen Versuch des Hochverrats beeiden müssen. Jeffreys ließ jedoch weiterverhandeln, ohne einen zweiten Zeugen anzuführen. Sidney sprach diesen Umstand mehrmals an, wurde aber jedes Mal scharf zurechtgewiesen und bekam ausweichende Antworten. Bestürzt und verwirrt verlor Sidney die Initiative und überließ Jeffreys die Verhandlungsführung, der am Ende jenes bei der Durchsuchung gefundene Papier behelfsweise als zweiten Zeugen anführte. Das gefundene Papier enthielt lediglich Überlegungen über Regierungsformen allgemeiner Art. Jeffreys versuchte nun, aus einigen Passagen des Papiers einen Hochverrat herzuleiten und mit seinem neu aufgestellten Rechtsgrundsatz Scribere est agere dies als „offenen Akt des Hochverrats“ zu werten. In der Rechtsgeschichte war dies in mehrerer Hinsicht etwas völlig Neues. Unter anderem war es neu, dass ein Autor für ein Werk verurteilt werden sollte, das nicht zum Druck bestimmt war. Am 21. November 1683 wurde Sidney nach eineinhalbstündiger Beratung der Jury des Hochverrats schuldig gesprochen und anschließend zum Tode durch Hängen und anschließender Vierteilung verurteilt.
Der Prozess und das Urteil erregten Aufsehen und schlugen Wellen der Empörung, so dass sich Karl II. entschloss, mit der Hinrichtung noch zu warten, bis sich die Aufregung legte. Der Duke of Monmouth, der illegitime Sohn Karls II., kam aus seinem Versteck hervor und versöhnte sich mit seinem Vater. Am 25. November legte Lord Halifax eine Petition beim König ein, in der Sidney auf die Unregelmäßigkeiten während des Verfahrens hinwies und um erneute Untersuchung seiner Beschuldigung bat. Aber der Duke of York, der im Staatsrat dominierte, hatte Sidneys Schicksal schon beschlossen, und Jeffreys erklärte in seiner furiosen Art, dass entweder Sidney oder er sterben müsse. Am 26. November führte man Sidney vor den Revisionsausschuss, in dem auch Jeffreys vertreten war. Sidney konnte aus seiner Sicht die Verfahrensfehler kaum darlegen, da er immer wieder von Jeffreys unterbrochen oder ihm das Wort entzogen wurde. „Ich muss Gott und die Welt anrufen. Ich bin nicht gehört worden“, war eine seiner letzten Einlassungen, bevor seine Revision zurückgewiesen und er in den Tower zurückgeführt wurde. Eine zweite Petition an Karl II. wurde ebenfalls abgelehnt. Algernon Sidney begann in seiner Zelle, seine Apology – In the day of his death zu verfassen.

##### Hinrichtung
Die Hinrichtungsakte von Algernon Sidney wurde erst nach langem Zögern unterschrieben und der Vollzug auf Hinrichtung durch das Beil gemildert, die die anderen Grausamkeiten ausließ. Am 7. Dezember 1683 holten ihn die Sheriffs aus seiner Zelle und führten ihn zu einem Schafott, das auf dem Tower Hill errichtet worden und anstelle von Stroh mit schwarzem Stoff ausgelegt war. Als er auf dem Schafott ruhig und gefasst oben angekommen war, sagte er: „Ich habe meinen Frieden mit Gott geschlossen und habe den Menschen nichts zu sagen; aber dieses Papier hier handelt von dem, was ich zu sagen habe“, und übergab das Papier dem Sheriff. Sidney legte seinen Hut und seinen Mantel ab und betete kurz. Er gab seinem Henker ein Trinkgeld und legte seinen Kopf ruhig auf das Schafott. Auf die Frage, ob er sich noch einmal erheben und aufstehen möchte, antwortete er lakonisch: „Nicht bis zum Tag des Jüngsten Gerichtes. Schlagt zu.“ Mit einem Streich fiel sein Kopf, der der schweigenden Zuschauermenge rund um das Schafott gezeigt wurde, bevor seine Überreste auf Anweisung des Staatssekretärs den beiden Dienern seines jüngsten Bruders in einem schwarzen Sarg übergeben wurden. Am nächsten Tag wurde er bei seinen Vorfahren in Penshurst beigesetzt.
| Algernon Sidney fills this tomb           | Algernon Sidney beseelt dieses Grab              |
| An Atheist, for disclaiming Rome          | Als Atheist lehnte er Rom ab                     |
| A Rebel bold, for striving still.         | Ein unerschrockener Rebell, der in allen Fällen  |
| To keep the law above the will            | Es wagte das Gesetz über den Willen zu stellen   |
| Crimes, damned by church-government!      | Für Kirche und Regierung ein Vergehen            |
| Ah! whither must his ghost be sent?       | Oh! Wohin wird sein Geist nun gehen?             |
| Of heaven it cannot despair,              | Im Himmel braucht er es nicht zu probieren,      |
| If holy Pope be turnkey there:            | Ist doch oben der heilige Papst hinter den Türen |
| And hell will ne'er it entertain          | In der Hölle er auch kein Einlass begehrt        |
| For there is all tyrannic reign!          | Ist es doch Tyrannerei, die dort verkehrt        |
| Where goes it then? Where 't ought to go  | Wohin geht er dann? Wo sollte er hin?            |
| Where pope nor devil have to do           | Dort wo weder Papst und noch Teufel sind         |
|                                           |                                                  |
| Autor unbekannt                           |                                                  |
| Nach der Hinrichtung verbreitetes Gedicht |                                                  |

### Entwicklung Englands nach der Hinrichtung
Die Verurteilung Sidneys galt allgemein als eine der grausamsten und tyrannischsten Handlungen in der Regentschaft von Karl II. Selbst die Prozesse gegen Henry Vane, Lord Russell und Hampden – sofern man sie miteinander vergleichen kann – erreichten nicht jene Kaltblütigkeit und Bösartigkeit wie bei Sidney. Anders als Karl II. gehofft hatte, fielen Algernon Sidney und Lord William nicht der Vergessenheit anheim, sondern wurden zu Volkshelden, die unschuldig ihr Leben hergaben. Bereits wenige Monate später wurde 1684 ein Bericht über Sidneys Prozess gedruckt. Allerdings lief dieser vorher durch die Hände von Jeffreys, der darin einige Änderungen und Streichungen veranlasste.
Wiederum ein Jahr später starb Karl II. an einer Harnvergiftung (Urämie). Ihm auf den Thron folgte sein Bruder Jakob II., der George Jeffreys zu seinem Lordkanzler machte und den Duke of Monmouth hinrichten ließ, nachdem sich dieser gegen ihn erhoben hatte. Im ganzen Land verfolgte Jakob eine prokatholische und antiprotestantische Politik. 1688, nach nur drei Jahren Amtszeit, wurde Jakob II. durch die Glorreiche Revolution 1688 vertrieben, die den protestantischen Wilhelm von Oranien und seine Frau Maria II., eine Tochter Jakobs, auf den Königsthron hob. Die erste Amtshandlung Wilhelms III. war, Algernon Sidney und Lord William Russell in allen Ehren voll zu rehabilitieren.
Sidneys Werk Betrachtungen über Regierungsformen erschien posthum 1698 in mehreren Auflagen (u. a. Hrsg. J. Toland 1698, Originaltitel: „Discourses concerning Governments“) und beeinflusste auch die amerikanische Unabhängigkeitserklärung von 1776. 1772, fast 90 Jahre nach seinem Tod, geriet Sidney in die Schlagzeilen, als der Historiker Sir John Darymple in seinem Werk Memoirs of Great Britain and Ireland aufdeckte, dass Sidney Gelder von französischer Seite erhalten hatte. Darymple berief sich dabei auf im Depot des Affaires Etrangères in Versailles gefundene Papiere. Im letzten Jahrzehnt des 18. Jahrhunderts, wenige Jahre nach der Französischen Revolution, war das allgemeine Interesse an Algernon Sidney so groß, dass man sein Grab öffnete und seine Überreste sehr gut erhalten fand.

## Charakter

### Im Spiegel seiner Zeitgenossen
Im Krieg bezeichnete ein Augenzeuge Sidney als tapfer. Seine vielen Wunden seien „die wahren Abzeichen seiner Ehre.“. Whitelock, Parlamentsmitglied, fand für Sidney 1659 folgende Worte „Ich kenne nur allzugut seinen über alles hinwegsetzenden Charakter und dessen Ausmaß“. Karl II. stellte Sidney dem französischen Minister Colbert als einen Mann dar, „der nicht weit weg von England sein kann, wo seine gefährlichen Gefühlen gepaart mit großen Fähigkeiten und Mut viel Schaden zufügen können“. Der französische Botschafter in England Barillion berichtete an Ludwig XIV. über Sidney: „Mr. Algernon Sidney ist ein Mann mit bedeutenden Anschauungen und sehr weitreichenden Plänen, die auf eine Republik abzielen. Er ist der Mann in England, der meines Erachtens das größte Verständnis von Politik besitzt; er hat bedeutende Beziehungen zu dem Rest der Republikanischen Partei; und nach meiner Meinung ist niemand fähiger, (uns) einen Dienst zu erweisen. “ John Evelyn schrieb 1683: „Ein Mann von großem Mut, großer Vernunft und bedeutenden Fähigkeiten, die er bei seinem Prozess und bei seiner Hinrichtung zeigte “ Und der Bischof Gilbert Burnett charakterisierte Sidney: „Er war ein Mann von besonders außergewöhnlichem Mut; ein standhafter Mann bis zur Hartnäckigkeit; aufrichtig, aber von einem rauen und ungestümen Naturell, das keinen Widerspruch ertragen konnte.[…] Er stand zu allen republikanischen Grundsätzen und war als solcher ein Gegner von allem, das nach einer Monarchie aussah, die ihn in tiefe Opposition Cromwell gegenüber abgleiten ließ, als dieser sich zum Lordprotektor machte. Er hatte die Regierungsformen der Vergangenheit in allen ihren Verzweigungen studiert, wie ich dies sonst bei keinem anderen Menschen kenne. “

### Anekdoten

#### Auflösung des Parlamentes 1653
Am 20. April 1653 umstellte Oliver Cromwell das House of Commons in der Absicht, es endgültig aufzulösen. Die meisten Abgeordneten beugten sich dem Druck. Der Speaker des Parlaments und Sidney, der rechts neben ihm saß, widersetzten sich. Der Speaker wurde an seiner Robe gewaltsam weggezerrt. Die Reihe war nun an Sidney. Zwei Aufforderungen zu gehen kam er nicht nach. Zweimal musste Oliver Cromwell seinem General Harrisson befehlen: „Bringt ihn weg.“ Erst als Sidney links und rechts an der Schulter gepackt wurde und ernsthafte Absichten unternommen wurden, ging er widerstrebend nach draußen.

#### Hinrichtung des Königs
Ein englischer Minister, der 1659 gerade in Kopenhagen verweilte, sagte zu Sidney: „Ich denke, Sie sind weder einer der Richter des letzten Königs gewesen noch schuldig an dessen Tod“, worauf Sidney entgegnete: „Schuldig, was meinen Sie mit dieser Schuldigkeit? Warum war es nicht einfach die gerechteste und mutigste Handlung, die jemals in England oder anderswo unternommen wurde?“

#### Begehrlichkeit LudwigXIV.
Auf der gemeinsamen Jagd erregte das Pferd von Algernon Sidney die Aufmerksamkeit Ludwigs XIV., und er ließ ihn nach dem Preis für das Pferd fragen. Zur Überraschung Ludwigs XIV. lehnte Sidney jedoch ab. Ludwig XIV., der keinen Widerspruch gewohnt war, legte eine Summe fest und wollte das Pferd beschlagnahmen. Als Sidney dies hörte, zog er seine Pistole und erschoss sein Pferd mit den Worten: „Dieses Pferd ist als ein freies Geschöpf geboren worden, hat einem freien Mann gedient und soll nicht von Sklaven des Königs gezüchtigt werden.“

## Bedeutung
Es ist nicht einfach, die Ideen Algernon Sidneys zu beschreiben. Er beeinflusste die Ideen der amerikanischen Revolutionstheoretiker. Er ist weniger radikal als Niccolò Machiavelli, weniger individualistisch als John Locke, weniger zynisch als Bernard Mandeville, liberaler und demokratischer als Platon und Aristoteles. Freiheit und Rechtschaffenheit, liberty and virtue, waren wichtige Werte in seinen Vorstellungen von einer idealen Regierung. Zusammen mit Niccolò Machiavelli und Adam Ferguson zählt Algernon Sidney zu den wenigen politischen Philosophen, die sich bemüht haben, eine pluralistische und konfliktreiche Republik zu denken.

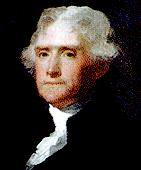
Thomas Jefferson

### Amerikanische Verfassung

#### Sidneys Einfluss auf die nordamerikanischen Kolonien
John und Samuel Adams, George Mason, James Madison und Benjamin Franklin erkannten alle Sidneys Einfluss auf die politischen Vorstellungen Amerikas an. Eine Gruppe aus Virginia gründete eine Universität im Jahre 1776 und nannte sie zu Ehren von Algernon Sidney und Hampden Hampden-Sydney College. Und 1825 gab Thomas Jefferson als Gründer der Universität von Virginia folgende Erklärung ab:

„Es ist beschlossen, dass die hier anwesende Versammlung der Meinung ist, dass, was die allgemeinen Grundsätze der Freiheit und Menschenrechte sowohl in der Natur als auch in der Gesellschaft anbelangt, die Doktrinen von Locke in seinem Werk ‚Über das wahre Wesen, das Ausmaß und die Zweckbestimmung der bürgerlichen Regierung‘ und die Doktrinen von Sidney in seinen Werk Betrachtungen über Regierungsformen von unseren Mitbürgern und von den Vereinigten Staaten als die allgemein gültigen erachtet werden.“

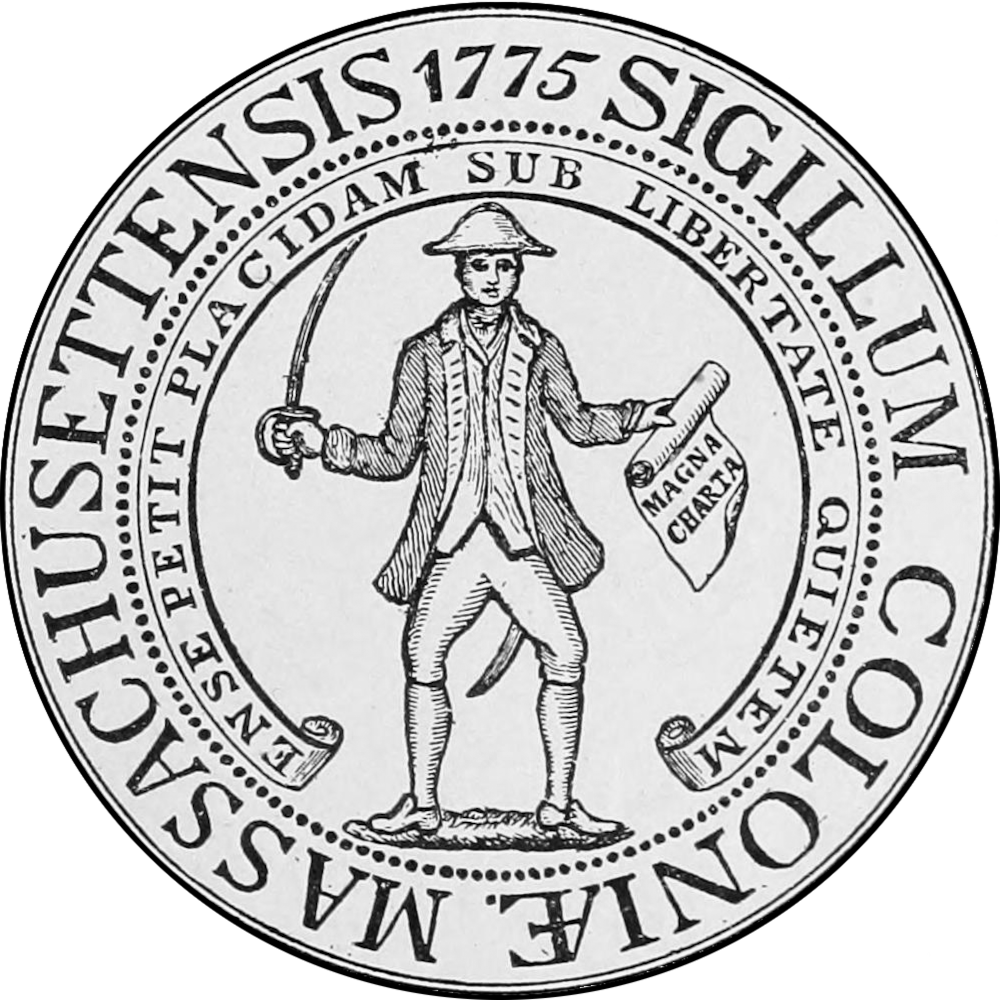
Massachusetts-Staatssiegel aus dem Jahr 1775 mit dem Motto von Algernon Sidney

Sidneys Einfluss überdauerte. Massachusetts übernahm 1775 sein Motto: Ense petit placidam sub libertate quietem. Sein am meisten wiedergegebenes Zitat erschien in Poor Richard’s Almanack von Benjamin Franklin: Gott hilft denen, die sich selbst helfen. Amerikanische Gegner der Sklaverei wie William Lloyd Garrison zitierten eine andere Zeile: „Was nicht rechtens ist, ist kein Gesetz; und was kein Gesetz ist, das sollte nicht befolgt werden.“ Einer der amerikanischen Verfassungsväter verlieh Algernon Sidney die Bezeichnung Patriot aller.
Im 19. Jahrhundert nahm Sidneys Popularität stark ab. Die Betrachtungen waren in der Zeit von 1805 bis 1979 in Amerika vergriffen. Seine Landsleute erinnerten sich an seine Zusammenarbeit mit fremden Führern; Winston Churchill nannte ihn jedoch unbezwingbar. Der katholische Lord Acton bezeichnete es als Unding, eine politische Linie auf Algernon Sidney zurückzuführen, der ein vom französischen König bezahlter Agent war.

### Philosophie

#### Sidney und Filmers „Patriarcha“

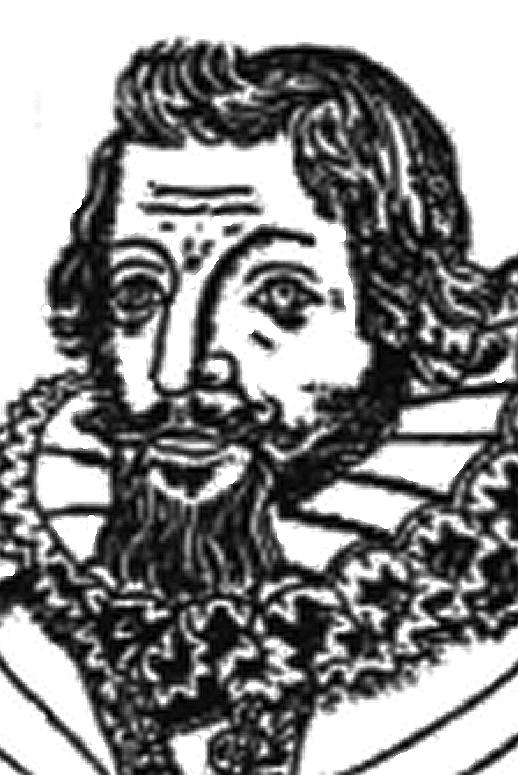
Robert Filmer (1588–1653)

Filmers Patriarcha war in der Ausgabe von 1680, die Algernon Sidney las, in folgende drei Kapitel unterteilt:
1. Von den ersten Königen, die Oberhäupter ihrer Familien waren
2. Es ist wider die Natur, wenn das Volk regiert oder ihre Herrscher wählt
3. Die positiven Rechte verletzen nicht die natürliche und väterliche Gewalt der Könige

Algernon Sidneys Antwort ist dementsprechend ebenfalls in drei Kapitel, die keine Überschriften tragen, aufgeteilt. Er argumentiert wie folgt:
1. Die väterliche Gewalt unterscheidet sich grundsätzlich von der politischen Gewalt.
2. Das Volk wählt die Regierung kraft ihres Naturrechtes auf Freiheit, und eine solche Regierung mit ihrer starken Volksbeteiligung ist die beste.
3. Könige unterwerfen sich dem Gesetz, das in England das Parlament bedeutet.

Sidney fasste Filmers Argumentation sarkastisch auf folgende Weise zusammen: Gott „ist dafür verantwortlich, dass einige mit einer Krone auf dem Kopf und alle anderen mit dem Sattel der Könige auf dem Rücken geboren sind“. Hingegen sind Sidney, Tyrell und John Locke überzeugt, dass „die Menschen von Natur aus frei sind“. Die Freiheit ist „ein Geschenk Gottes und der Natur“. Jedoch „können die Menschen nicht in der Freiheit leben, die Gott ihnen gegeben hat. Die Freiheit des Einzelnen wird durch die Freiheit des anderen eingeschränkt; und weil alle gleich sind, weicht keiner dem anderen, es sei denn, es ist die Entscheidung aller. Dies ist der Boden jeder gerechten Herrschaft.“ Nicht die Geburt, sondern die freie Wahl bestimmt die rechtmäßigen Herrscher der Menschen.

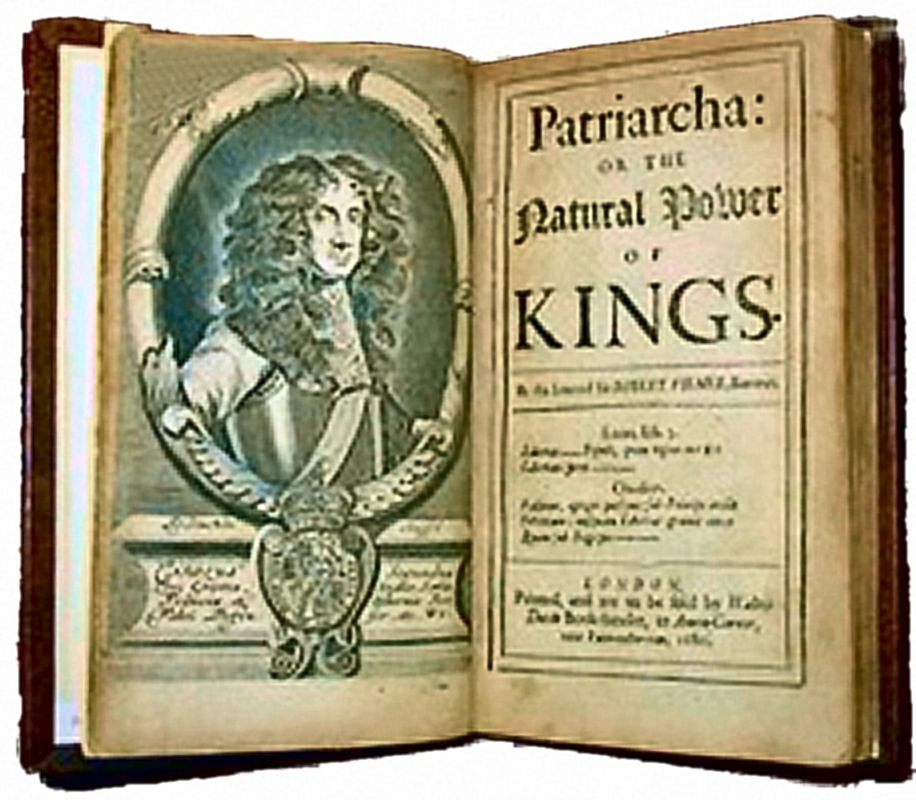
Filmer, Robert: Patriarcha, London, 1680

Aber Freiheit ist für Sidney ein mehrdeutiger Begriff. Einerseits bedeutet er die vollständige Abwesenheit von Herrschaft: „Freiheit ist die ausschließliche Unabhängigkeit von dem Willen eines anderen.“ Aber Freiheit ohne Herrschaft ist, wie auch immer, nicht erstrebenswert, „widerspricht sie [doch] jeder Regierung und dem Wohl, das sich die Menschen für sich selbst, ihre Kinder und Freunde wünschen“.
Sidney spielt auf das unterschiedliche Verständnis von Freiheit an, wenn er davon spricht, dass „derjenige, der von seinen Leidenschaften und Verrücktheiten geleitet wird, ein Sklave seiner Lüste und Laster ist“. Aristoteles folgend nennt Sidney Menschen, die zur Selbstkontrolle unfähig sind, Sklaven der Natur. In diesem Sinne handelt es sich um Freiheit, die der Vernunft, nicht der Leidenschaft folgt. Freiheit im Sinne der Vernunft bedeutet im weiteren Sinne ein gewisses Maß an Selbstbeherrschung. Freiheit erfordert zu ihrer Unterstützung Tugend, und noch wichtiger ist es, dass Menschen Tugenden benötigen, wenn sie Meister ihrer selbst werden wollen. Um die reine Freiheit zu erlangen, wird eine Regierung Tugendhaftigkeit belohnen und Laster bestrafen. „Ist die öffentliche Sicherheit gewährleistet, werden Freiheit und Eigentum geschützt, Gerechtigkeit geübt, Tugenden begünstigt, Laster unterdrückt und das wahre Interesse der Nation erzielt, dann ist die Aufgabe der Regierung erfüllt“, schrieb Sidney.
Natürlich liegt es im Interesse der Regierung und ist es im Sinne der Vernunft, die Menschen in ihrer naturgemäßen Freiheit so weit wie geboten zu schützen. Unter gewöhnlichen Bedingungen sorgt die Regierung für die Familien und deren Unterhalt, das Volk sollte sich aber selbst überlassen werden. Die Regierung schützt deshalb das Anrecht des Volkes auf Land, Wohlstand, Leben und Freiheit. Die Regierung wird gebildet, wenn das Volk die Übereinstimmung getroffen hat, seine naturgegebene Freiheit aufzugeben. Die Bewohner eines Staates verpflichten sich, ihren Herrschern unter der Bedingung zu gehorchen, dass diese so lange regieren, bis das Ziel erreicht wurde, zu dessen Erreichung die Regierung gebildet wurde.

Jede Regierung sollte deshalb bis zur Erreichung dieses Ziels zeitlich befristet sein. Die Aufgabe der Regierung wird durch das Naturgesetz bestimmt, das für Sidney etwas Einfaches bedeutet: Die Gesetze des Regierens entspringen dem gesunden Menschenverstand, mit dem über die Natur des Menschen nachgedacht wird. Aus Sidneys Sicht lehren uns die Naturgesetze unter anderem, dass menschliche Wesen frei geboren sind, dass Vätern gehorcht werden muss, dass Verletzungen vermieden und, wenn sie doch geschehen, geahndet werden, dass die am besten Geeigneten regieren sollen und dass der Einzelne nicht der Sklave seiner Leidenschaften werden sollte. „Nichts als das bloße und sichere Diktat der Vernunft kann in allgemeiner Weise auf alle Menschen als das Gesetz ihrer Natur angewendet werden, und diejenigen, die dieses Diktat am besten verstehen, den Wohlstand für alle Menschen und ihre Nachkommen [am besten] gewährleisten, haben alle Vorschriften gleichermaßen befolgt.“ Unter einer gerechten Regierung, die sich auf das Einverständnis der Regierten beruft und deren Pflichten durch das Naturgesetz und den Vertrag geregelt sind, hat das Volk aber auch das Recht, die Regierung zu stürzen, wenn diese die Regeln verletzt. Dieses Recht auf Revolution ist der am kontroversesten diskutierte Teil von Sidneys Staatstheorie. In seinem Prozess wurde es ins Lächerliche gezogen und führte direkt zu seiner Verurteilung und Hinrichtung.
Da alle Menschen Leidenschaften unterworfen sind und zu Eigennutz neigen, ist das Wohlergehen des Volkes am besten durch Regierungsgesetze geschützt. In einer Textstelle, die John Adams gerne zu zitieren pflegte, sagt Sidney, dass das Gesetz „die Vermeidung von Wünschen und Ängsten, Begierden und Wut ist. Dieses leidenschaftslose Denken und diese in Worte gefasste Vernunft zeugen ein gewisses Maß von göttlicher Vollkommenheit“. In Sidneys strenger Auslegung schließt der Begriff des Gesetzes aus, dass dieses den eigenen Interessen der Regierenden dient. Denn „alles, was nicht gerecht ist, ist kein Gesetz, und was kein Gesetz ist, das soll auch nicht befolgt werden“.

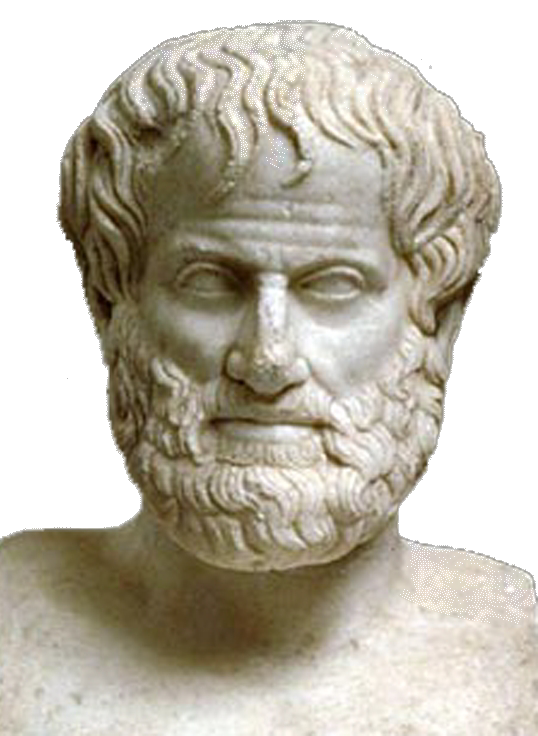
Aristoteles

Es überrascht nicht, dass für Sidney von den unterschiedlichen Regierungsformen die Monarchie an letzter Stelle steht. Es ist aber nicht immer klar, welche Regierungsform nach seinen Grundsätzen die beste ist. Es scheint, dass das Volk selbst jeder Regierungsform zustimmen mag, an der es Gefallen findet. Auf jeden Fall ist klar, dass Sidney in seinen Ausführungen eine teilweise bis vollständige demokratische Regierung bevorzugte. Sie muss mit der Freiheit, die der Mensch von Natur aus hat und die ihm beste Möglichkeiten bietet, für seine Verdienste den entsprechenden Gegenwert zu erhalten, in Einklang stehen. Besonnenheit sorgt dafür, dass politische Verfassungen bis zu einem gewissen Grade sich den einzelnen Verhältnissen eines Volkes anpassen. Rom wurde so bestechlich, dass „es dem besten Manne, der gefunden wurde, unmöglich war, die Freiheit in der Stadt wieder herzustellen“. Aber Sidney war kein Relativist; die Grundsätze des Regierens haben für ihn zeitlose Gültigkeit, nur ihre Anwendungen unterscheiden sich von Zeit zu Zeit. Sidney war ein entschiedener Gegner erblicher Monarchien, weil sie nicht nur die Freiheit einschränken, sondern weil sie auch persönliche Verdienste des Regierenden nicht ausreichend würdigen. Anders als andere Denker, die ihre politischen Ideen ebenfalls auf die naturgemäße Freiheit des Menschen gründeten, übernahm Sidney von Platon und Aristoteles das Prinzip, dass der Verdienstvollere regieren sollte. „Detur digniori [Gebe es dem Würdigeren] ist die Stimme der Natur; alle ihre meist heiligen Gesetze wurden pervertiert, wenn dieser Grundsatz nicht durch die Anordnungen der Regierungen in der [Geschichte der] Menschheit befolgt wurde“. In Übereinstimmung mit Aristoteles vertrat Sidney sogar die Position, dass ein gottähnlicher und tugendhafter Prinz, der das Gemeinwohl vertrete, auch ohne die Zustimmung der Regierten das Recht zu regieren habe. Wenn ein solcher Mann gefunden wird, ist er von Natur aus König. Aber weiterhin Aristoteles folgend, fährt Sidney fährt fort, dass kein solches Wesen unter den unvollkommenen Menschen gefunden werden könne. Dies lässt den ansonsten eher aristokratisch denkenden Aristoteles kurz als Lehrer des Republikanismus erscheinen.

#### Sidney und Locke im Vergleich
John Locke schrieb Über die Regierung zur gleichen Zeit wie Sidney an seinen Betrachtungen über Regierungen. Obwohl Lockes Werk weit bekannter ist, ist ein Vergleich zwischen beiden Werken fruchtbar.

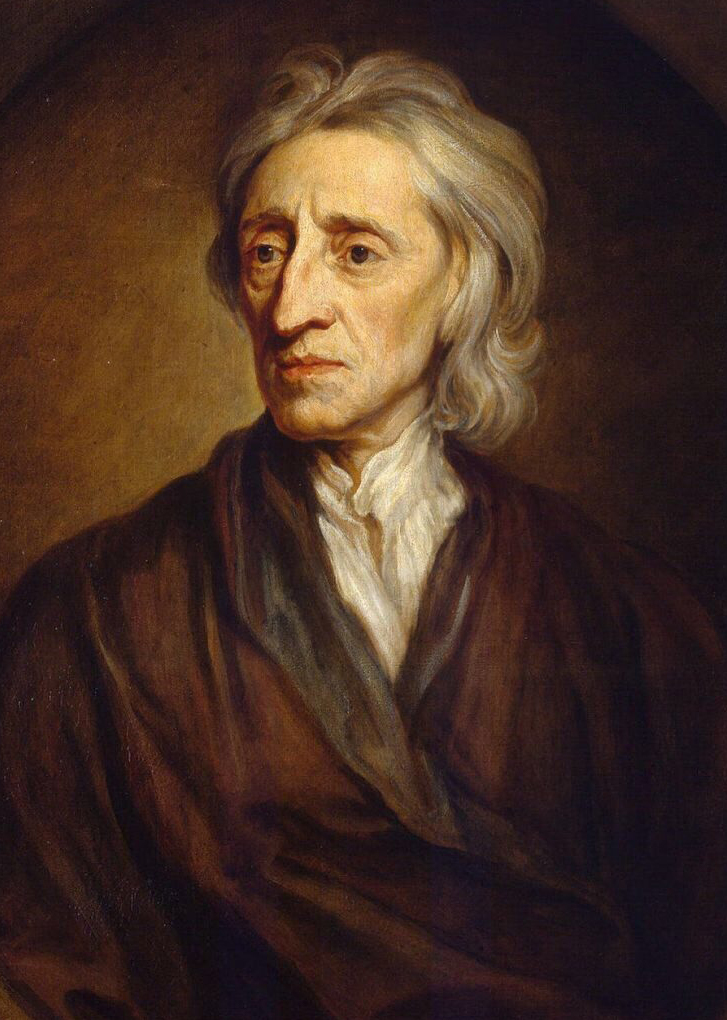
John Locke, Philosoph und Leibarzt des Earls of Shaftesbury

Während einige Historiker Locke der entstehenden bürgerlichen oder liberalen Tradition der Naturrechte zugeordnet haben, wird von Sidney gesagt, dass er mehr der Tradition des klassischen Republikanismus angehöre, der sich von Machiavelli und seinen Vorläufern ableitet. Andere Historiker merken dazu an, dass Sidney diesem Mustervergleich nicht standhalte und Sidney noch mehr ein Mann der Naturrechte des Gesellschaftsvertrages als Locke sei. Beide treten für eine aus Wahlen hervorgegangene Regierung ein. Beide behaupten, dass die natürliche Freiheit vom Naturrecht geprägt ist. Beide sind für eine eingeschränkte Regierung und für das Recht des Volkes auf Widerstand gegen eine ungerechte Regierung. Beide sind glühende Vertreter der Freiheit. Sidney und Locke sind ebenso sehr Republikaner wie Liberale.
Ungeachtet dieser Gemeinsamkeiten gibt es Unterschiede, die bedeutend sind. Sidney lehnt sich dichter an die griechischen und römischen Klassiker an als Locke. Es ist charakteristisch, dass Sidney häufig die Klassiker anführt, während Locke das nur selten tut. Jedoch sind die meisten griechischen und römischen Philosophen keine im Sinne von Niccolò Machiavelli echten klassischen Republikaner. Ihre politischen Vorstellungen beginnen oder enden mit dem individuellen menschlichen Wesen, das zwar nicht für eine isolierte Einheit, aber für ein Wesen steht, das aufgrund seiner menschlichen Natur nach einem Leben strebt, das in Einklang mit einem Sinn ist. Was nun folgt, sind einzelne Illustrationen der Bandbreite von Unterschieden zwischen Sidney und Locke.
Während beide für eine Regierung plädieren, die auf gegenseitigem Einvernehmen beruht, besteht Sidney ebenso sehr darauf, dass die höhergestellten Menschen herrschen sollen, und er verteidigt eine Volksregierung, die solche mit Macht ausgestatteten Menschen aufstellt. Eine Aufgabe der Regierung ist für Sidney wie für die klassischen Denker, die Tugenden zu fördern und die Laster zu beseitigen. Dies gilt nicht für Locke.

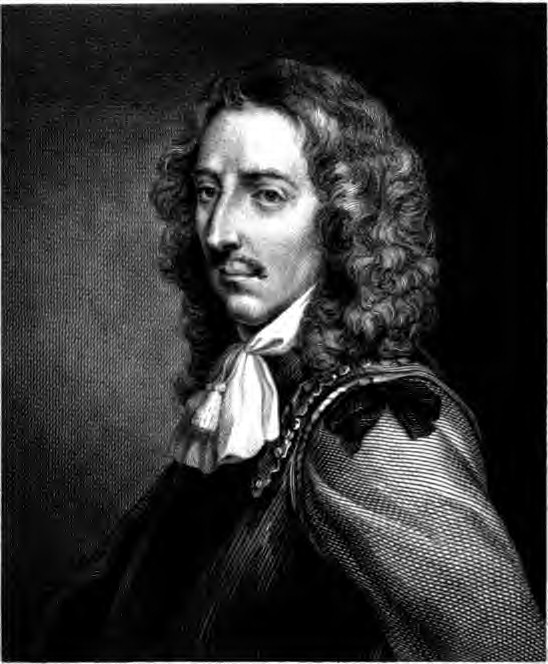
Algernon Sidney aus dem Buch Medley, George Wilson: „Memoirs of Algernon Sydney“, London, 1813

Es ist charakteristisch für Sidney, dass er sich niemals auf einen vorzivilisatorischen Naturzustand beruft, wie das Locke macht, sogar auch dann, wenn die Zivilisation in den Kriegszustand zurückfällt. Nach Locke befindet sich der Mensch in diesem natürlichen Zustand in Armut, Gefahr oder Unsicherheit. Er wird politisch, indem er sich die Natur untertan macht, nicht indem er ihr folgt. Vernunft ist nach Locke das Mittel, mit dem der Mensch die Natur unterwirft und erobert, indem er eine Regierung und eine kapitalistische Industrie aufbaut. Für Sidney liegt die Vernunft bereits in der Natur des Menschen, wie er stets wiederholt. Sidney beruft sich auf den Naturzustand von Thomas Hobbes – der Krieg jeder gegen jeden – eine Epidemie der Verrücktheit, in die die Menschen zurückfallen, wenn die Welt von Gott verlassen wird. Der Mensch wird zwar frei geboren, aber Sidney glaubt nicht daran, dass es für den Menschen natürlich ist, ohne Gesetze zu leben. Ohne die Denkweise von Aristoteles zu übernehmen, fährt Sidney fort, sich den Menschen als ein von Natur aus politisches, mit Vernunft ausgestattetes Lebewesen vorzustellen.
Sidneys Naturgesetz geht über die Gründe der Selbsterhaltung hinaus und beinhaltet verschiedene Tugenden, die ein vernünftiges Leben ermöglichen. Dieser Entwurf führt die Tradition des Naturgesetzes weiter, indem er sich an die klassischen Denker anlehnt. Lockes Doktrin eines Naturgesetzes bricht mit der Tradition, indem es sich auf die fundamentalen Rechte auf Leben und Freiheit eines jeden Individuums gründet. Im Zentrum der moralischer Welt von Locke steht nicht die Bestimmung des Menschen, sondern der Mensch an sich oder die Unabhängigkeit des Menschen. In diesem Punkt folgt er Hobbes.
Sidney und Locke bewerten den Handel höchst unterschiedlich. Für Locke ist der Handel von grundsätzlicher Bedeutung, ermöglicht er es doch dem Menschen, dem Mangel an Waren zu entkommen, dem er wie einer ungebändigten Natur ausgeliefert wäre. Sidney sieht im Erreichen des Wohlstandes auch das Ziel jeder Staatspolitik, aber nur, weil er zur Kampfkraft einer Nation beiträgt, ansonsten lehnt er das Geldverdienen als Quelle der Korruption ab.
Sidney stellt niemals das väterliche Recht, über die Familie zu walten, in Frage. Locke dagegen spricht von Respektieren, nicht aber vom Gehorsam dem Vater und der Mutter gegenüber. Die bürgerliche Gesellschaft ist für Sidney ein Verbund von Vätern als Familienoberhäuptern. Der radikalere Individualismus von Locke stellt die traditionelle Familie in Frage, die sich auf andere Werte gründet als die natürlichen Gegebenheiten wie Männlichkeit oder Weiblichkeit.
Alles in allem betrachtet sind Lockes Gedanken, obwohl sie mit großer Vorsicht ausgedrückt sind, in ihren Bedingungen wesentlich radikaler und moderner als die Sidneys. Sidneys Republikanismus haftet noch eine Lebensanschauung an, die erkennbar in der klassischen und mittelalterlichen Tradition der politischen Philosophie steht.

#### Sidneys Vorstellungen über Repräsentation und Parlament
In „Betrachtungen über Regierungsformen“ vertritt Sidney die Ansicht, dass die in das Parlament gewählten Abgeordneten nicht die Interessen ihres Wahlkreises, sondern die ihrer Nation verträten. Das Parlament ist demnach keine Zusammensetzung von sich mitunter bekämpfenden Einzelinteressen der Wahlkreise, sondern ein Rat von Männern, die sich einzig und allein um das Gemeinwohl der Nation bemühen und darum von den Einzelinteressen ihres Wahlkreises unabhängig sein sollten. Für Sidney ist die Nation ein unteilbares Ganzes. Zudem sind seiner Auffassung nach einzelne Abgeordnete berechtigt, die Belange der Nation nach außen hin und im Rahmen der Parlamentsarbeit zu vertreten. Diese Ansicht teilen auch Thomas Hobbes und später Abbé Sieyès, William Blackstone, Edmund Burke und William Paley.

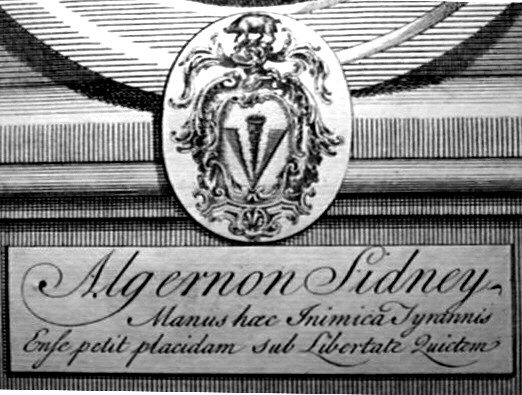
Wahlspruch Algernon Sidney (1622–1683)

## Zitate
Die Quellenangaben beziehen sich auf die 1793 in Leipzig erschienenen Betrachtungen über Regierungsformen mit teilweise überarbeiteter Zitatübersetzung.

“Manus haec inimica tyrannis, Ense petit placidam sub libertate quietem.
 Diese Hand, den Tyrannen eine Feindin, fordert mit dem Schwert ruhevollen Frieden in Freiheit”

„Gott hilft denen, die sich selbst helfen.“

„Ein Lügner muss ein gutes Gedächtnis haben.“

„Wenn Laster und Sittenverderbnis herrschen, so kann die Freiheit nicht bestehen. Hat aber die Tugend das Übergewicht, so kann willkürliche Gewalt gar nicht erst entstehen.“

„Freiheit kann nicht gewahrt werden, wenn das Volk sich bestechen lässt.“

„Früchte sind immer gleicher Natur wie der Samen und die Wurzeln, aus denen sie stammen, und Bäume sind für ihre Früchte bekannt, die sie tragen: So wie ein Mensch nur einen Menschen, Vieh nur Vieh zeugen kann, erkennt man den Baum vor allem an den Früchten. Wie ein Mensch nur einen Menschen und Vieh nur ein Vieh zeugt, konstituiert sich in der Gesellschaft der Menschen eine Regierung auf dem Fundament der Gerechtigkeit.“

## Galerie

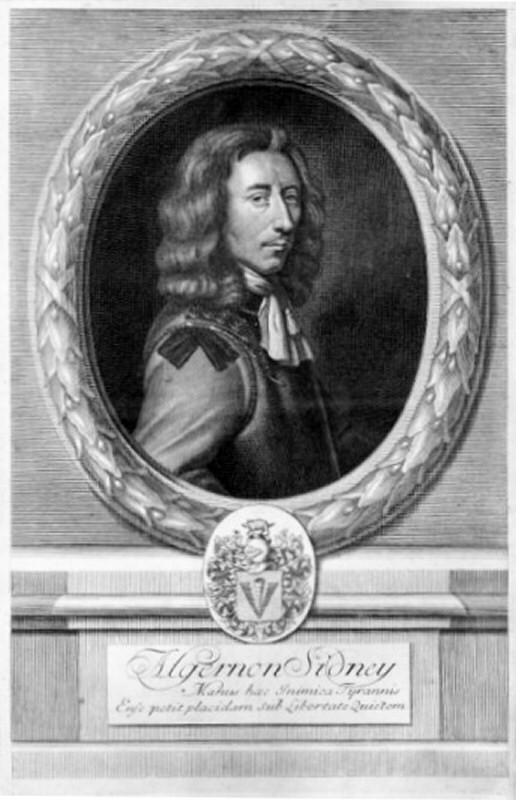
Algernon Sidney (1623–1683)
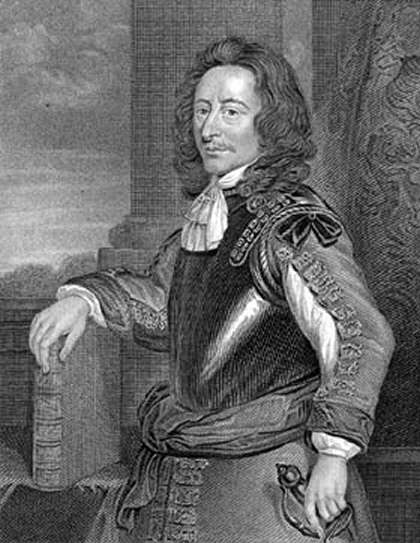
Algernon Sidney (1623–1683)
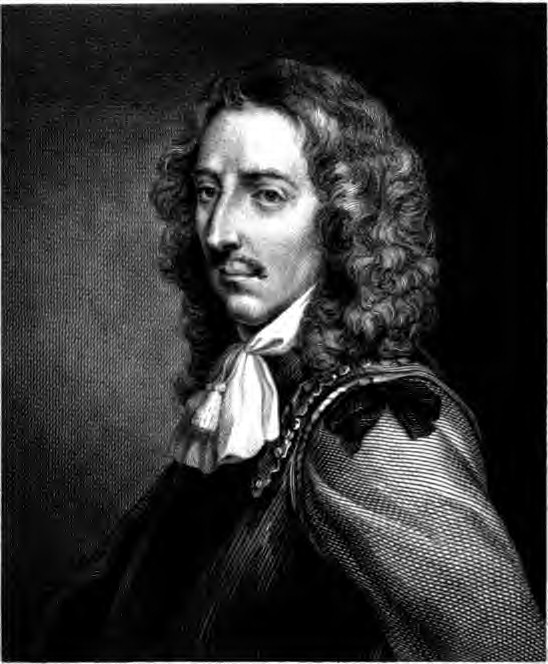
Algernon Sidney (1623–1683) in:Medley, George
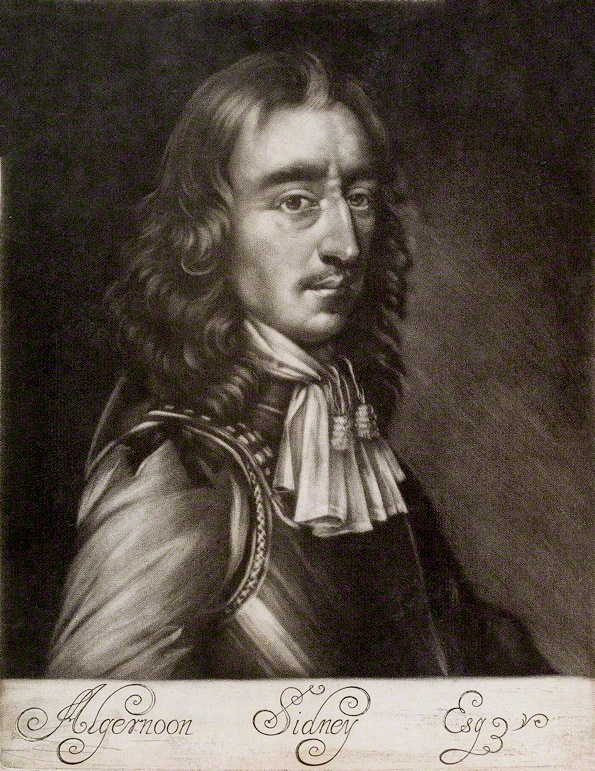
Algernon Sidney (1623–1683) vermutlich von Edward Luttrell nach einem Gemälde von Justus van Egmont
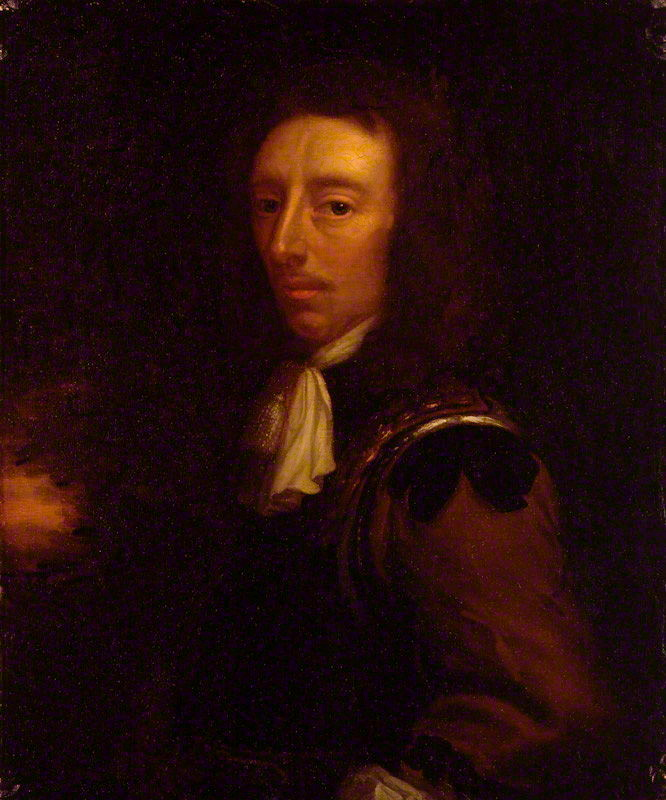
Algernon Sidney (1623–1683)
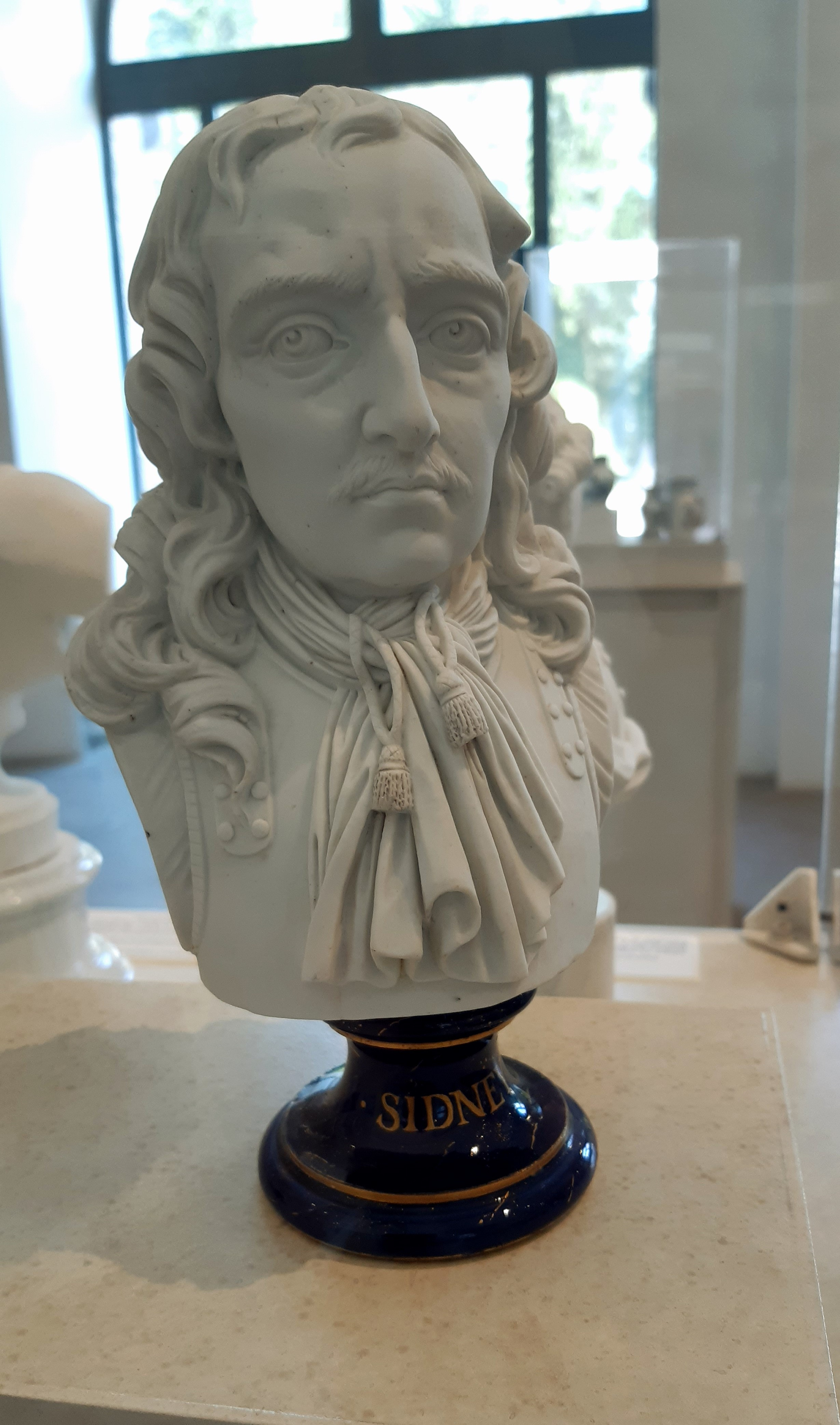
Büste von Algernon Sidney (1793), Musée de la Révolution française
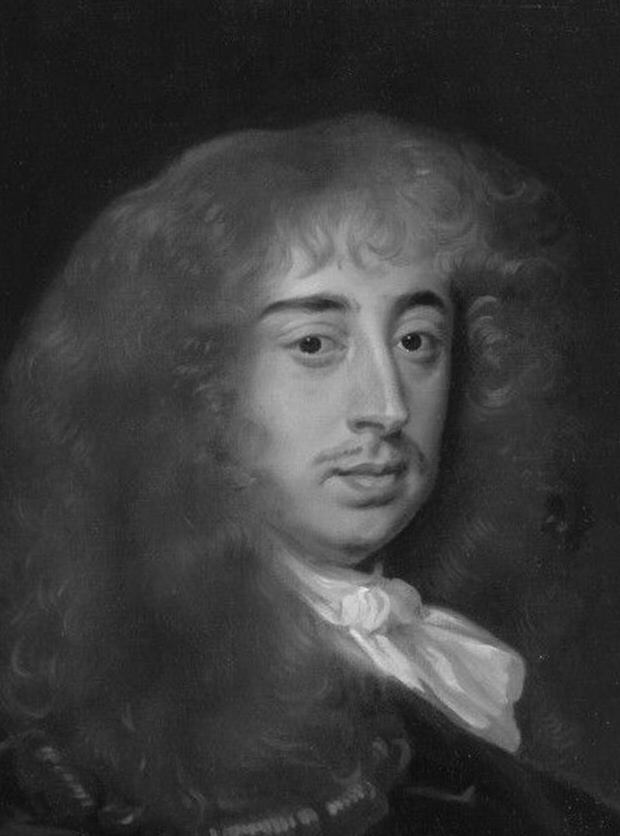
Sein Cousin Arthur Capel, Earl of Essex (1631–1683)
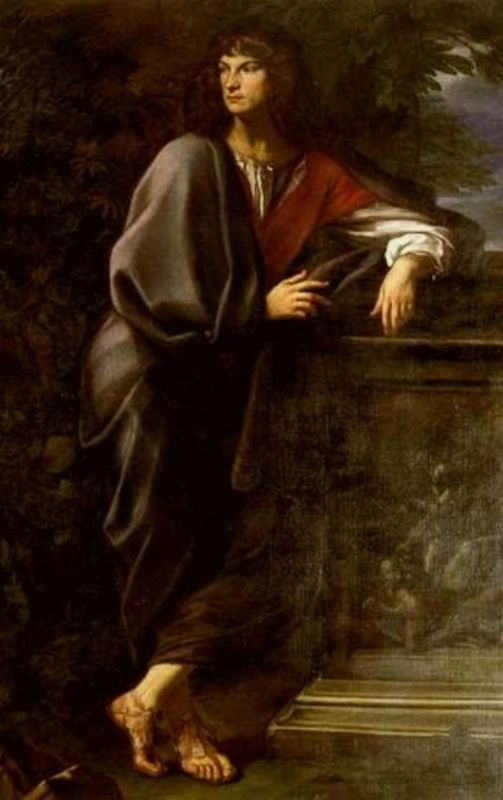
Der Neffe von Algernon Sidney, Robert Spencer, 2. Earl of Sunderland in römischer Kleidung
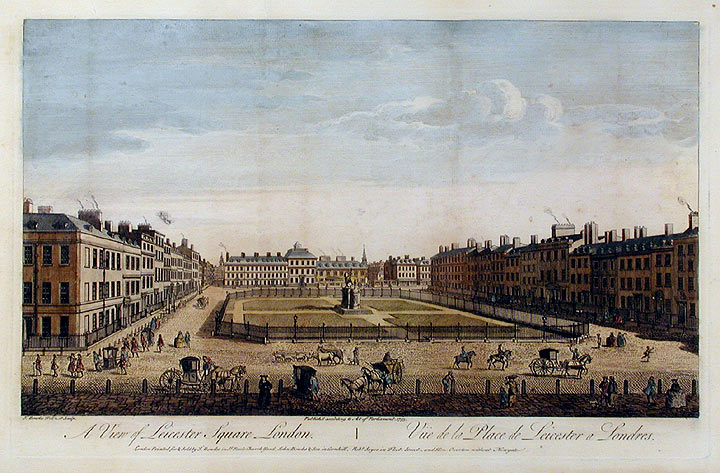
Leicester Square in London 1753, Nordansicht, kolorierter Stich von Thomas Bowles, 1753
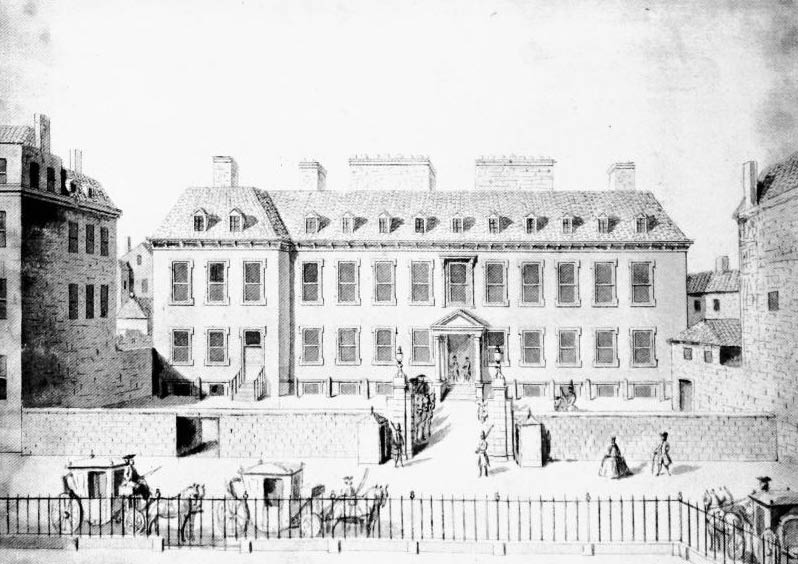
Leicesterhaus am Leicester Square in London 1748, Familienbesitz der Sidneys
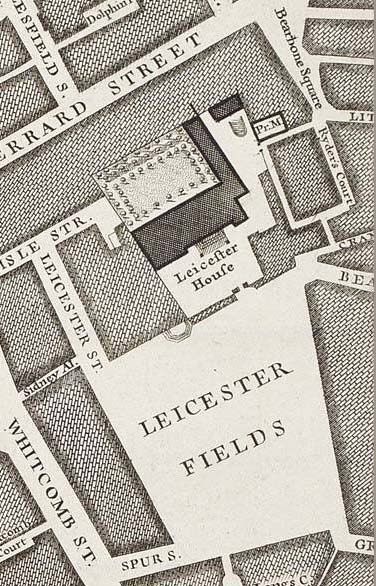
Ausschnitt aus John Rocques Stadtplan von London 1746; die Leicester-Felder sind heute der Leicester Square.
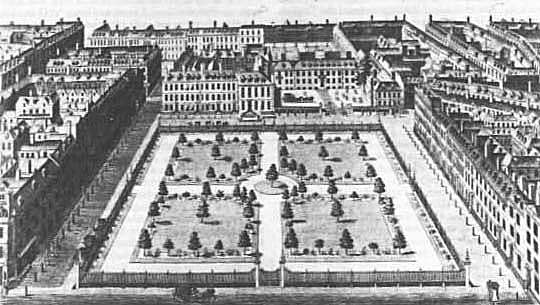
Leicester Square in London 1750
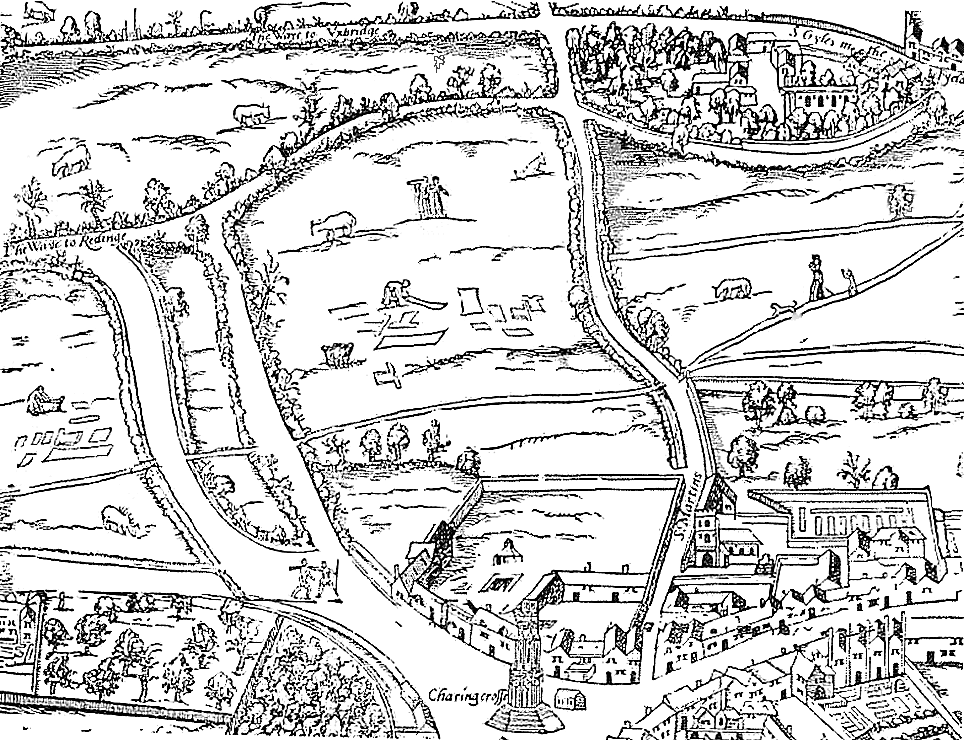
St. Martins und St. Giles in the field – Weitere Besitztümer des Earl of Leicester (Ansicht um 1559)
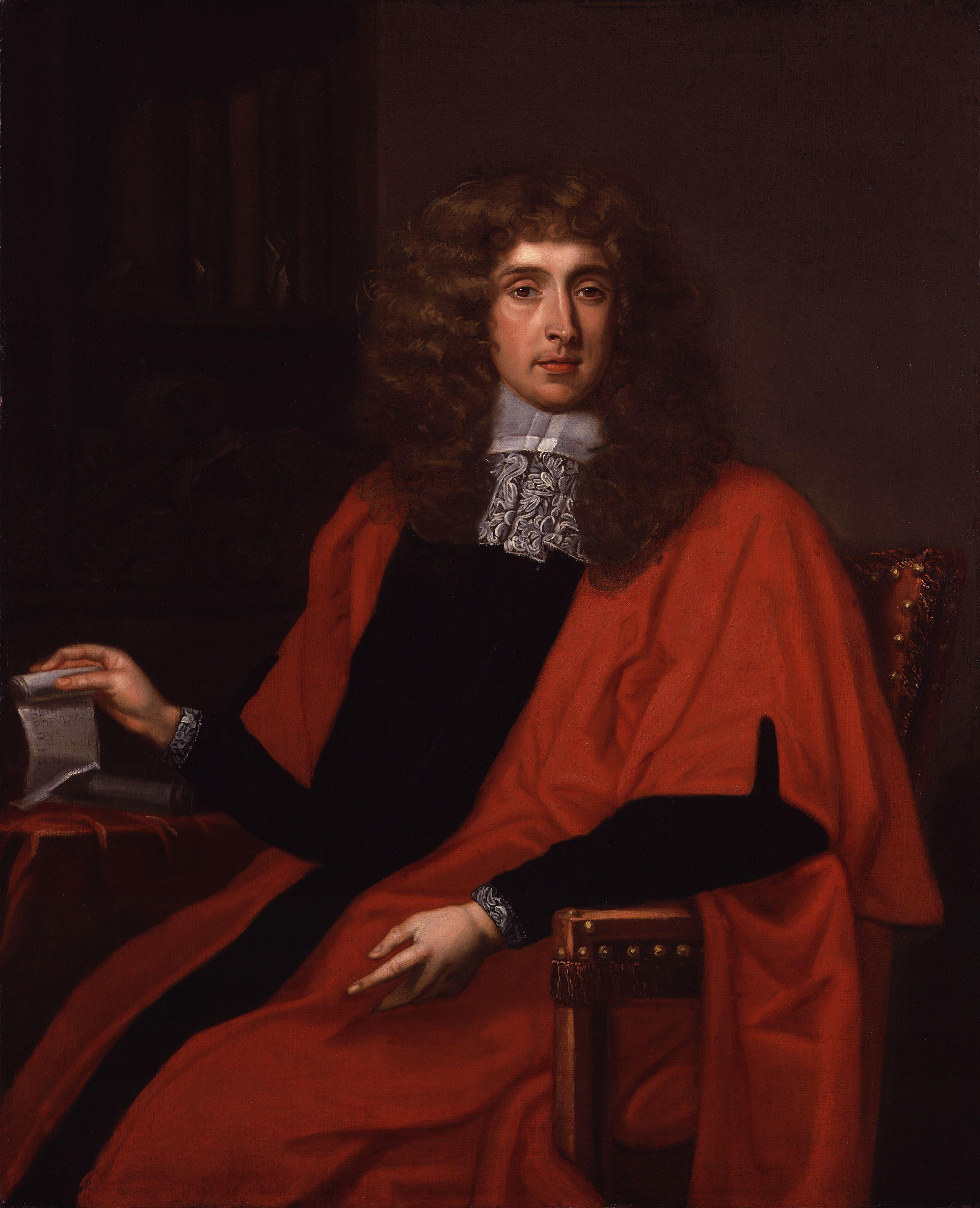
Judge George Jeffrys (1644–1689)

## Werke Sidneys

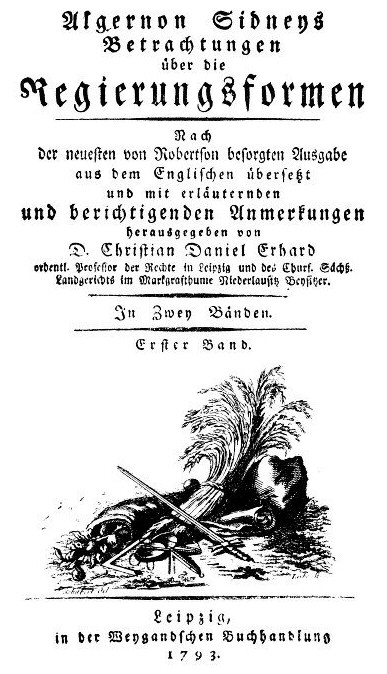
Algernon Sidney: Betrachtungen über Regierungsformen, Leipzig 1793

Englisch
- Literatur von und über Algernon Sidney
- Algernon Sidney: Court Maxims, Discussed and Refelled. unveröffentlicht
- Algernon Sidney: Discourses concerning government. London 1698 u. öfter; deutsch, Leipzig 1794;
- Algernon Sidney: Discourses. hrsg. John Toland, 1698.
- Algernon Sidney: Discourses Concerning Government. das im Original die Überschrift God helps those who help themselves – Gott hilft denen, die sich selbst helfen. trägt;
- Algernon Sidney: Apology in the Day of His Death.
- Algernon Sidney: The Administration and the Opposition. Addressed to the Citizens of New-Hampshire. Concord, Jacob B. Moore, 1826.
- Algernon Sidney: Discourses Concerning Government. ed. Thomas G. West, Indianapolis 1996, ISBN 0-86597-142-0.
- Algernon Sidney: Court Maxims (Cambridge Texts in the History of Political Thought). Cambridge University Press, 1996, ISBN 0-521-46175-8.
- Algernon Sidney: Discourses on Government. To Which is Added, An Account of the… Reprint, 3 Bände, The Lawbook Exchange, New York, 2002, ISBN 1-58477-209-3.

Deutsch
- Algernon Sidney, Christian Daniel Ehrhard: Algernon Sidneys Betrachtungen über Regierungsformen. Leipzig 1793, Weygand